# Liste von Grabstätten europäischer Monarchen
Diese Liste enthält eine Übersicht über die Grabstätten europäischer Kaiser, Könige und Regenten und deren Gemahlinnen sowie bedeutender Thronfolger seit dem Mittelalter.
Die einzelnen Tabellen beginnen entweder mit der Ausrufung zum Königreich oder mit einem Dynastiewechsel (England mit Wilhelm dem Eroberer, Spanien mit der Vereinigung von Kastilien und Aragon, Schweden mit der Wasa-Dynastie etc.). Zusätzlich wurden auch die noch bestehenden Fürstentümer Liechtenstein und Monaco sowie das Großherzogtum Luxemburg aufgenommen. Detaillierte Auflistungen aller der in den jeweiligen Familiengrablegen bestatteten Personen können über die jeweiligen Links aufgerufen werden.

## Albanien
Königreich von 1928 bis 1943 (1939 bis 1943 in Personalunion mit Italien)

| Name                             | Lebensdaten | Bestattungsort                                                        |
| -------------------------------- | ----------- | --------------------------------------------------------------------- |
| König Zog I.                     | 1895–1961   | Cimetière parisien in Thiais, Val-de-Marne, Île-de-France, Frankreich |
| Geraldine Apponyi de Nagy-Appony | 1915–2002   | Friedhof Sharra in Tirana                                             |

## Bayern
Königreich von 1806 bis 1918. Die bayerischen Könige aus dem Hause Wittelsbach hatten in München vier Kirchen als Bestattungsorte. Ihre Herzen wurden in der Regel getrennt bestattet und in die Gnadenkapelle nach Altötting überführt.
| Name                               | Lebensdaten | Bestattungsort                                                                           |
| ---------------------------------- | ----------- | ---------------------------------------------------------------------------------------- |
| König Maximilian I.                | 1756–1825   | Fürstengruft in der Theatinerkirche in München; Herz in der Altöttinger Gnadenkapelle    |
| Auguste von Hessen-Darmstadt       | 1765–1796   | Krypta in der evangelischen Stadtkirche in Darmstadt, Hessen                             |
| Karoline von Baden                 | 1776–1841   | Fürstengruft in der Theatinerkirche in München                                           |
| König Ludwig I.                    | 1786–1868   | Seitenkapelle der Basilika St. Bonifaz in München; Herz in der Altöttinger Gnadenkapelle |
| Therese von Sachsen-Hildburghausen | 1792–1854   | Seitenkapelle der Basilika St. Bonifaz in München                                        |
| König Maximilian II.               | 1811–1864   | Seitenkapelle in der Theatinerkirche in München; Herz in der Altöttinger Gnadenkapelle   |
| Marie von Preußen                  | 1825–1889   | Seitenkapelle in der Theatinerkirche in München; Herz in der Altöttinger Gnadenkapelle   |
| König Ludwig II.                   | 1845–1886   | Fürstengruft in der Kirche St. Michael in München; Herz in der Altöttinger Gnadenkapelle |
| König Otto I.                      | 1848–1916   | Fürstengruft in der Kirche St. Michael in München; Herz in der Altöttinger Gnadenkapelle |
| Prinzregent Luitpold               | 1821–1912   | Fürstengruft in der Theatinerkirche in München                                           |
| Auguste Ferdinande von Österreich  | 1825–1864   | Fürstengruft in der Theatinerkirche in München                                           |
| König Ludwig III.                  | 1845–1921   | Gruft in der Frauenkirche in München; Herz in der Altöttinger Gnadenkapelle              |
| Marie Therese von Österreich-Este  | 1849–1919   | Gruft in der Frauenkirche in München; Herz in der Altöttinger Gnadenkapelle              |

## Belgien
Königreich seit 1830. Alle belgischen Könige wurden in der Familiengrablege in Laeken bestattet.
| Name                              | Lebensdaten | Bestattungsort                                              |
| --------------------------------- | ----------- | ----------------------------------------------------------- |
| König Leopold I.                  | 1790–1865   | Königliche Krypta in der Liebfrauenkirche Laeken in Brüssel |
| Charlotte Auguste von England     | 1796–1817   | St. George’s Chapel auf Schloss Windsor, England            |
| Louise von Orléans                | 1812–1850   | Königliche Krypta in der Liebfrauenkirche Laeken in Brüssel |
| König Leopold II.                 | 1835–1909   | Königliche Krypta in der Liebfrauenkirche Laeken in Brüssel |
| Marie Henriette von Österreich    | 1836–1902   | Königliche Krypta in der Liebfrauenkirche Laeken in Brüssel |
| Blanche Zélia Joséphine Delacroix | 1883–1948   | Friedhof Père-Lachaise in Paris                             |
| König Albert I.                   | 1875–1934   | Königliche Krypta in der Liebfrauenkirche Laeken in Brüssel |
| Elisabeth von Bayern              | 1876–1965   | Königliche Krypta in der Liebfrauenkirche Laeken in Brüssel |
| König Leopold III.                | 1901–1983   | Königliche Krypta in der Liebfrauenkirche Laeken in Brüssel |
| Astrid von Schweden               | 1905–1935   | Königliche Krypta in der Liebfrauenkirche Laeken in Brüssel |
| Mary Lilian Baels                 | 1916–2002   | Königliche Krypta in der Liebfrauenkirche Laeken in Brüssel |
| Prinzregent Charles               | 1903–1983   | Königliche Krypta in der Liebfrauenkirche Laeken in Brüssel |
| König Baudouin I.                 | 1930–1993   | Königliche Krypta in der Liebfrauenkirche Laeken in Brüssel |
| Fabiola Mora y Aragón             | 1928–2014   | Königliche Krypta in der Liebfrauenkirche Laeken in Brüssel |

## Böhmen
Königreich ab 1198, ab 1526 Königreich unter habsburgischer Herrschaft. (vgl. Absatz #Heiliges Römisches Reich und #Österreich)
| Name                        | Lebensdaten  | Bestattungsort |
| --------------------------- | ------------ | --- |
| König Ottokar I.            | 1155–1230    | Sächsische Kapelle im Veitsdom in Prag |
| Adelheid von Meißen         | 1160–1211    | Dom zu Meißen, Sachsen |
| Konstanze von Ungarn        | 1181–1240    | Zisterzienserkloster Porta Coeli in Předklášteří bei Tišnov, Südmähren |
| König Wenzel I.             | 1205–1253    | Agneskloster (Prag) |
| Kunigunde von Schwaben      | 1200–1248    | Agneskloster (Prag) |
| König Ottokar II.           | 1132–1278    | ursprünglich in Znaim, dann in der Sächsischen Kapelle im Veitsdom in Prag |
| Margarete von Babenberg     | 1204–1266    | Stift Lilienfeld, Niederösterreich |
| Kunigunde von Halitsch      | 1246–1285    | Agneskloster in Prag |
| König Wenzel II.            | 1271–1305    | Zisterzienserkloster Zbraslav (jetzt Schloss Zbraslav) in Prag |
| Guta von Habsburg           | 1271–1297    | Fürstengruft im Veitsdom in Prag |
| Elisabeth Richza von Polen  | 1286–1335    | Zisterzienserkloster Marien-Saal (jetzt Abtei St. Thomas) in Brünn |
| König Wenzel III.           | 1289–1306    | ursprünglich in der Kathedrale von Olmütz, dann im Zisterzienserkloster Zbraslav (jetzt Schloss Zbraslav) in Prag |
| Viola Elisabeth von Teschen | 1290–1317    | Kloster Rožmberk bei Vyšší Brod, Südböhmen |
| König Rudolf                | 1282–1307    | Fürstengruft im Veitsdom in Prag |
| Blanche von Frankreich      | 1285–1306    | Minoritenkirche in Wien |
| Elisabeth Richza von Polen  | 1286–1335    | Zisterzienserkloster Marien-Saal (jetzt Abtei St. Thomas) in Brünn |
| König Heinrich von Kärnten  | 1265–1335    | Stiftskirche des Zisterzienserstifts Stams in Tirol |
| Anna von Böhmen             | 1290–1313    | Dominikanerkloster Bozen, Südtirol |
| Adelheid von Braunschweig   | 1300–1320    | Stiftskirche des Zisterzienserstifts Stams in Tirol |
| Beatrice von Savoyen        | 1310–1331    | Stiftskirche des Zisterzienserstifts Stams in Tirol |
| König Johann von Böhmen     | 1296–1346    | ursprünglich im Kloster Altmünster in Luxemburg bestattet. Zwischen 1838 und 1946 waren die Gebeine Johanns in einem Sarkophag in der Klause von Kastel bestattet. 1946 umgebettet in die Kathedrale Notre-Dame in Luxemburg |
| Elisabeth von Böhmen        | 1292–1330    | Zisterzienserkloster Zbraslav (jetzt Schloss Zbraslav) in Prag |
| Beatrice von Bourbon        | 1320–1383    | ursprünglich in der Basilika St-Denis bei Paris; dann in der Kathedrale Notre-Dame in Luxemburg |
| König Karl I.               | 1316–1378    | Fürstengruft im Veitsdom in Prag |
| Blanca Margarete von Valois | 1317–1348    | Fürstengruft im Veitsdom in Prag |
| Anna von der Pfalz          | 1329–1353    | Fürstengruft im Veitsdom in Prag |
| Anna von Schweidnitz        | 1339–1362    | Fürstengruft im Veitsdom in Prag |
| Elisabeth von Pommern       | 1347–1393    | Fürstengruft im Veitsdom in Prag |
| König Wenzel IV.            | 1361–1419    | Fürstengruft im Veitsdom in Prag |
| Johanna von Bayern          | 1362–1386    | Fürstengruft im Veitsdom in Prag |
| Sophie von Bayern           | 1376–1428    | St. Martinsdom in Bratislava, Slowakei (Grab nicht mehr erhalten) |
| König Sigismund             | 1368–1437    | Domkirche zu Oradea, Rumänien |
| Maria von Ungarn            | 1371–1395    | Domkirche zu Oradea, Rumänien |
| Barbara von Cilli           | 1391–1451    | Fürstengruft im Veitsdom in Prag |
| König Albrecht              | 1397–1439    | Basilika von Székesfehérvár, Ungarn |
| Elisabeth von Luxemburg     | 1409–1442    | Basilika von Székesfehérvár, Ungarn |
| König Vladislav I.          | 1440–1457    | Fürstengruft im Veitsdom in Prag |
| König Georg von Podiebrad   | 1420–1471    | Fürstengruft im Veitsdom in Prag |
| Kunigunde von Sternberg     | 1425–1449    | Pfarrkirche von Poděbrady, Zentralböhmen |
| Johanna von Rosental        | um 1430–1475 | Fürstengruft im Veitsdom in Prag |
| König Vladislav II.         | 1456–1516    | Basilika von Székesfehérvár, Ungarn |
| Barbara von Brandenburg     | 1464–1515    | Kloster Heilsbronn, Bayern |
| Beatrix von Aragón          | 1457–1508    | Kloster S. Pietro in Neapel, Italien |
| Anna von Foix               | 1484–1506    | Basilika von Székesfehérvár, Ungarn |
| König Matthias Corvinus     | 1443–1490    | Basilika von Székesfehérvár, Ungarn |
| Beatrix von Aragón          | 1457–1508    | Kloster S. Pietro in Neapel, Italien |
| König Ludwig                | 1506–1526    | Basilika von Székesfehérvár, Ungarn |
| Maria von Ungarn            | 1505–1558    | 9. Kapelle des Pantheons der Infanten im Monasterio de San Lorenzo de el Escorial, Spanien |

## Bulgarien
Zarentum von 1908 bis 1946.
| Name                                    | Lebensdaten | Bestattungsort                                                                                      |
| --------------------------------------- | ----------- | --------------------------------------------------------------------------------------------------- |
| Fürst Alexander I.                      | 1857–1893   | Battenberg-Mausoleum in Sofia                                                                       |
| Johanna Loisinger (Gräfin von Hartenau) | 1865–1951   | St.-Leonhard-Friedhof in Graz, Steiermark; Feld A, Mauergruft                                       |
| König Ferdinand I.                      | 1861–1948   | bis 2024 Stadtpfarrkirche St. Augustin in Coburg, Bayern; seit 2024 Krypta des Vrana-Palasts, Sofia |
| Marie Louise von Bourbon-Parma          | 1870–1899   | Katholische Kirche St. Louis des Français in Plowdiw                                                |
| Eleonore Reuß zu Köstritz               | 1860–1917   | Kirche von Bojana in Sofia                                                                          |
| König Boris III.                        | 1894–1943   | Herz im Kloster Rila; der Verbleib der sterblichen Überreste ist ungewiss                           |
| Giovanna von Savoyen                    | 1907–2000   | Basilika San Francesco in Assisi, Italien                                                           |

## Dänemark
Ältestes Königreich Europas (seit dem 7. Jahrhundert). Die Liste beginnt mit Waldemar dem Großen. Bis 1341 war die Klosterkirche von Ringsted die wichtigste Grablege. Seit dem 15. Jahrhundert wurden die Angehörigen des Königshauses im Dom zu Roskilde bestattet.
| Name                                                           | Lebensdaten | Bestattungsort                                                                              |
| -------------------------------------------------------------- | ----------- | ------------------------------------------------------------------------------------------- |
| König Waldemar I.                                              | 1131–1182   | Klosterkirche von Ringsted                                                                  |
| Sophie von Nowgorod                                            | c1141-1198  | Klosterkirche von Ringsted                                                                  |
| König Knut VI.                                                 | 1162–1202   | Klosterkirche von Ringsted                                                                  |
| Gertrud von Sachsen                                            | 1154-1197   | Klosterkirche von Vä                                                                        |
| König Waldemar II.                                             | 1170–1241   | Klosterkirche von Ringsted                                                                  |
| Dagmar von Böhmen                                              | 1186–1212   | Klosterkirche von Ringsted                                                                  |
| Berengaria von Portugal                                        | 1194–1221   | Klosterkirche von Ringsted                                                                  |
| König Erik IV. Plovpenning                                     | 1216–1250   | Dom St. Petri in Schleswig, später überführt nach Klosterkirche von Ringsted                |
| Jutta von Sachsen                                              | ?-c1250     | Dom von Magdeburg                                                                           |
| König Abel                                                     | 1218–1252   | Dom St. Petri in Schleswig, später exhumiert                                                |
| Mechthild von Holstein                                         | ?-1288      | Dom St. Petri                                                                               |
| König Christoph I.                                             | 1219–1259   | Dom zu Ribe                                                                                 |
| Margarete Sambiria                                             | ?-1282      | Klosterkirche von Bad Doberan in Mecklenburg                                                |
| König Erik V. Klipping                                         | 1249–1286   | Dom zu Viborg                                                                               |
| Agnes von Brandenburg                                          | 1257–1304   | Klosterkirche von Ringsted                                                                  |
| König Erik VI. Menved                                          | 1274–1319   | Klosterkirche von Ringsted                                                                  |
| Ingeborg von Schweden                                          | ?-1319      | Klosterkirche von Ringsted                                                                  |
| König Christoph II.                                            | 1276–1332   | Klosterkirche von Sorø                                                                      |
| Euphemia von Pommern                                           | 1285–1330   | Klosterkirche von Sorø                                                                      |
| König Waldemar IV.                                             | 1340–1375   | Klosterkirche von Sorø                                                                      |
| Helwig von Holstein                                            | ?–1374      | Klosterkirche von Sorø                                                                      |
| König Olaf III.                                                | 1370–1387   | Klosterkirche von Sorø                                                                      |
| Königin Margarethe I.                                          | 1353–1412   | ursprünglich in der Klosterkirche von Sorø; dann im Dom zu Roskilde                         |
| König Håkon VI. von Norwegen                                   | 1341–1380   | Marienkirche in Oslo, Norwegen                                                              |
| König Erik VII.                                                | 1382–1459   | Marienkirche von Darłowo, Polen                                                             |
| Philippa von England                                           | 1394–1430   | Klosterkirche von Vadstena, Schweden                                                        |
| König Christoph III.                                           | 1416–1448   | Dom zu Roskilde                                                                             |
| König Christian I.                                             | 1426–1481   | Dom zu Roskilde                                                                             |
| Dorothea von Brandenburg                                       | 1430–1495   | Dom zu Roskilde                                                                             |
| König Johann I.                                                | 1455–1513   | ursprünglich in der Gråbrødrekirche, dann in der Domkirche St. Knud in Odense               |
| Christina von Sachsen                                          | 1461–1521   | ursprünglich in der Gråbrødrekirche, dann in der Domkirche St. Knud in Odense               |
| König Christian II.                                            | 1481–1559   | ursprünglich in der Gråbrødrekirche, seit 1805 in der Domkirche St. Knud in Odense          |
| Isabella von Österreich                                        | 1501–1526   | ursprünglich in St. Peter in Gent, Belgien; seit 1883 in der Domkirche St. Knud in Odense   |
| König Friedrich I.                                             | 1471–1533   | Dom St. Petri in Schleswig, Schleswig-Holstein                                              |
| Anna von Brandenburg, Schleswig-Holstein                       | 1487–1514   | Klosterkirche von Bordesholm, Schleswig-Holstein                                            |
| Sophia von Pommern                                             | 1498–1568   | Dom St. Petri in Schleswig, Schleswig-Holstein                                              |
| König Christian III.                                           | 1503–1559   | Dom zu Roskilde                                                                             |
| Dorothea von Sachsen-Lauenburg                                 | 1511–1571   | Dom zu Roskilde                                                                             |
| König Friedrich II.                                            | 1534–1588   | Dom zu Roskilde                                                                             |
| Sophie von Mecklenburg-Schwerin                                | 1557–1631   | Dom zu Roskilde                                                                             |
| König Christian IV.                                            | 1577–1648   | Dom zu Roskilde                                                                             |
| Anna Katharina von Brandenburg                                 | 1575–1612   | Dom zu Roskilde                                                                             |
| Kirsten Munk                                                   | 1598–1658   | Domkirche St. Knud in Odense                                                                |
| König Friedrich III.                                           | 1609–1670   | Dom zu Roskilde                                                                             |
| Sophie Amalie von Braunschweig-Lüneburg                        | 1628–1685   | Dom zu Roskilde                                                                             |
| König Christian V.                                             | 1646–1699   | Dom zu Roskilde                                                                             |
| Charlotte Amalie von Hessen-Kassel                             | 1650–1714   | Dom zu Roskilde                                                                             |
| König Friedrich IV.                                            | 1671–1730   | Dom zu Roskilde                                                                             |
| Louise von Mecklenburg-Güstrow                                 | 1667–1721   | Dom zu Roskilde                                                                             |
| Anna Sophie von Reventlow                                      | 1693–1743   | Dom zu Roskilde                                                                             |
| König Christian VI.                                            | 1699–1746   | Dom zu Roskilde                                                                             |
| Sophie Magdalene von Brandenburg-Kulmbach                      | 1700–1770   | Dom zu Roskilde                                                                             |
| König Friedrich V.                                             | 1723–1766   | Dom zu Roskilde                                                                             |
| Luise von England                                              | 1724–1751   | Dom zu Roskilde                                                                             |
| Juliane Marie von Braunschweig-Wolfenbüttel                    | 1729-1796   | Dom zu Roskilde                                                                             |
| König Christian VII.                                           | 1749–1808   | Dom zu Roskilde                                                                             |
| Caroline Mathilde von England                                  | 1751–1775   | Stadtkirche St. Marien in Celle, Niedersachsen                                              |
| König Friedrich VI.                                            | 1768–1839   | Dom zu Roskilde                                                                             |
| Maria Sophia Friederike von Hessen-Kassel                      | 1767–1852   | Dom zu Roskilde                                                                             |
| König Christian VIII.                                          | 1786–1848   | Dom zu Roskilde                                                                             |
| Charlotte von Mecklenburg                                      | 1784–1840   | Campo Santo Teutonico im Vatikan                                                            |
| Caroline Amalie von Schleswig-Holstein-Sonderburg-Augustenburg | 1796–1881   | Dom zu Roskilde                                                                             |
| König Friedrich VII.                                           | 1808–1863   | Dom zu Roskilde                                                                             |
| Wilhelmine von Dänemark                                        | 1808–1891   | Mausoleum auf dem Friedhof Glücksburg, Schleswig-Holstein                                   |
| Caroline Marianne von Mecklenburg-Strelitz                     | 1821–1876   | Alte Gruft in der Johanniterkirche in Mirow, Mecklenburg-Vorpommern                         |
| Louise Gräfin Danner                                           | 1815–1874   | Park von Schloss Jægerspris bei Frederikssund                                               |
| König Christian IX.                                            | 1818–1906   | Dom zu Roskilde                                                                             |
| Louise von Hessen-Kassel                                       | 1817–1898   | Dom zu Roskilde                                                                             |
| König Friedrich VIII.                                          | 1843–1912   | Dom zu Roskilde                                                                             |
| Louise von Schweden                                            | 1851–1926   | Dom zu Roskilde                                                                             |
| König Christian X.                                             | 1870–1947   | Dom zu Roskilde                                                                             |
| Alexandrine von Mecklenburg-Schwerin                           | 1879–1952   | Dom zu Roskilde                                                                             |
| König Friedrich IX.                                            | 1899–1972   | Dom zu Roskilde                                                                             |
| Ingrid von Schweden                                            | 1910–2000   | Dom zu Roskilde                                                                             |
| Henri de Laborde de Monpezat                                   | 1934–2018   | Eine Hälfte der Asche im Park von Schloss Fredensborg, andere Hälfte in dänischen Gewässern |

## England/Vereinigtes Königreich
Königreich seit dem 9. Jahrhundert. Die Liste beginnt mit der Dynastie der Normannen im Jahre 1066. Westminster Abbey galt lange Zeit als die Familiengrablege der englischen Monarchie, wobei frühere Herrscher auch in anderen Teilen Englands und in den französischen Herrschaftsgebieten Anjou und Normandie beigesetzt wurden. Seit dem 18. Jahrhundert etablierte sich die St George’s Chapel auf Windsor Castle als Grablege der englischen Könige, wobei Nicht-Herrscher – mit Ausnahme von Edward VIII. – auf dem Königlichen Friedhof Frogmore bestattet werden.
| Name                                      | Lebensdaten | Bestattungsort |
| ----------------------------------------- | ----------- | --- |
| König Wilhelm I.                          | 1028–1087   | Abteikirche St. Etienne in Caen, Calvados, Basse-Normandie, Frankreich                                                  |
| Mathilde von Flandern                     | 1031–1083   | Abteikirche La Trinité in Caen, Calvados, Basse-Normandie, Frankreich                                                   |
| König Wilhelm II.                         | 1060–1100   | Kathedrale von Winchester                                                                                               |
| König Heinrich I.                         | 1068–1135   | Abtei von Reading |
| Matilda von Schottland                    | 1069–1118   | Westminster Abbey in London                                                                                             |
| Adelheid von Brabant und Löwen            | 1104–1151   | im Kreuzgang des Benediktinerklosters Affligem, Belgien                                                                 |
| König Stephan                             | 1096–1154   | Abtei von Faversham |
| Mathilda von Boulogne                     | 1103–1152   | Abtei von Faversham |
| Matilda von England                       | 1102–1167   | ursprünglich in der Abteikirche Bec, dann in der Kathedrale von Rouen, Seine-Maritime, Haute-Normandie, Frankreich      |
| Herzog Geoffrey V. der Normandie          | 1113–1151   | Kathedrale von Le Mans, Sarthe, Pays de la Loire, Frankreich                                                            |
| König Heinrich II.                        | 1133–1189   | Abtei Fontevrault, Maine-et-Loire, Pays de la Loire                                                                     |
| Eleonore von Aquitanien                   | 1122–1204   | Abtei Fontevrault, Maine-et-Loire, Pays de la Loire                                                                     |
| König Richard I.                          | 1157–1199   | Abtei Fontevrault, Maine-et-Loire, Pays de la Loire                                                                     |
| Berengaria von Navarra                    | 1163–1230   | Kathedrale von Le Mans, Sarthe, Pays de la Loire                                                                        |
| König Johann I.                           | 1167–1216   | Kathedrale von Worcester                                                                                                |
| Isabel von Gloucester                     | 1176–1217   | Kathedrale von Canterbury                                                                                               |
| Isabella von Angoulême                    | 1188–1246   | Abtei Fontevrault, Maine-et-Loire, Pays de la Loire                                                                     |
| König Heinrich III.                       | 1207–1272   | Confessor's Chapel in der Westminster Abbey in London                                                                   |
| Eleonore von der Provence                 | 1217–1291   | Convent Church in Amesbury                                                                                              |
| König Eduard I.                           | 1239–1307   | Confessor’s Chapel in der Westminster Abbey in London                                                                   |
| Eleonore von Kastilien                    | 1241–1290   | Confessor’s Chapel in der Westminster Abbey in London                                                                   |
| Margarethe von Frankreich                 | 1282–1317   | Christ Church Greyfriars in London                                                                                      |
| König Eduard II.                          | 1284–1327   | Kathedrale von Gloucester                                                                                               |
| Margarethe von Schottland                 | 1283–1290   | im Chor der Christ's Kirk in Bergen, Norwegen                                                                           |
| Isabella von Frankreich                   | 1292–1358   | Christ Church Greyfriars in London                                                                                      |
| König Eduard III.                         | 1312–1377   | Confessor’s Chapel in der Westminster Abbey in London                                                                   |
| Philippa von Hennegau                     | 1311–1369   | Confessor’s Chapel in der Westminster Abbey in London                                                                   |
| König Richard II.                         | 1367–1400   | Confessor’s Chapel in der Westminster Abbey in London                                                                   |
| Anne von Böhmen                           | 1366–1394   | Confessor’s Chapel in der Westminster Abbey in London                                                                   |
| Isabella von Frankreich                   | 1389–1409   | ursprünglich in St-Saumer in Blois, dann im Convent des Céléstins in Paris                                              |
| König Heinich IV.                         | 1366–1413   | Trinity Chapel in der Kathedrale von Canterbury                                                                         |
| Mary de Bohun                             | 1369–1394   | Trinity Hospital in Leicester                                                                                           |
| Johanna von Navarra                       | 1370–1437   | Kathedrale von Canterbury                                                                                               |
| König Heinrich V.                         | 1386–1422   | Confessor’s Chapel in der Westminster Abbey in London                                                                   |
| Katharina von Valois                      | 1401–1437   | Confessor’s Chapel in der Westminster Abbey in London                                                                   |
| König Heinrich VI.                        | 1421–1471   | St George’s Chapel auf Windsor Castle                                                                                   |
| Margarete von Anjou                       | 1429–1482   | Kathedrale von Angers, Maine-et-Loire, Pays de la Loire, Frankreich                                                     |
| König Eduard IV.                          | 1442–1483   | St George’s Chapel auf Windsor Castle                                                                                   |
| Elizabeth Woodville                       | 1437–1492   | St George's Chapel auf Windsor Castle                                                                                   |
| König Eduard V.                           | 1470–1483   | Henry VII’s Chapel in der Westminster Abbey in London                                                                   |
| König Richard III.                        | 1452–1485   | ursprünglich in der Greyfriars Church des Franziskanerklosters von Leicester, seit 2015 in der Kathedrale von Leicester |
| Anne Neville                              | 1456–1485   | Confessor’s Chapel in der Westminster Abbey in London                                                                   |
| König Heinrich VII.                       | 1457–1509   | Henry VII's Chapel in der Westminster Abbey in London                                                                   |
| Elisabeth von York                        | 1466–1503   | Henry VII's Chapel in der Westminster Abbey in London                                                                   |
| König Heinrich VIII.                      | 1491–1547   | St George’s Chapel auf Windsor Castle                                                                                   |
| Katharina von Aragon                      | 1485–1536   | Kathedrale von Peterborough                                                                                             |
| Anne Boleyn                               | 1501–1536   | St Peter ad Vincula im Tower of London                                                                                  |
| Jane Seymour                              | 1505–1537   | St George’s Chapel auf Schloss Windsor                                                                                  |
| Anna von Kleve                            | 1515–1557   | Nische neben dem Sanctuary in der Westminster Abbey in London                                                           |
| Catherine Howard                          | 1520–1542   | St. Peter ad Vincula im Tower of London                                                                                 |
| Catherine Parr                            | 1512–1548   | Sudeley Castle bei Winchcombe, Gloucestershire                                                                          |
| König Eduard VI.                          | 1537–1553   | Henry VII’s Chapel in der Westminster Abbey in London                                                                   |
| Königin Johanna                           | 1537–1554   | St. Peter ad Vincula im Tower of London                                                                                 |
| Lord Guilford Dudley                      | 1536–1554   | St. Peter ad Vincula im Tower of London                                                                                 |
| Königin Maria I.                          | 1516–1558   | Henry VII’s Chapel in der Westminster Abbey in London                                                                   |
| König Philipp II. von Spanien             | 1527–1598   | Pantheon der Könige im Monasterio de San Lorenzo de el Escorial, Spanien                                                |
| Königin Elisabeth I.                      | 1533–1603   | Henry VII’s Chapel in der Westminster Abbey in London                                                                   |
| König Jakob I.                            | 1566–1625   | Henry VII’s Chapel in der Westminster Abbey in London                                                                   |
| Anna von Dänemark                         | 1574–1619   | Henry VII’s Chapel in der Westminster Abbey in London                                                                   |
| König Karl I.                             | 1600–1649   | St. George’s Chapel auf Windsor Castle                                                                                  |
| Henrietta Maria von Frankreich            | 1609–1669   | Basilika Saint-Denis bei Paris                                                                                          |
| König Karl II.                            | 1630–1685   | Henry VII’s Chapel in der Westminster Abbey in London                                                                   |
| Katharina von Portugal                    | 1638–1705   | Hieronymuskloster in Lissabon, Portugal                                                                                 |
| König Jakob II.                           | 1633–1701   | Kirche von Saint-Germain-en-Laye, Yvelines, Île-de-France, Frankreich                                                   |
| Anne Hyde                                 | 1637–1671   | Henry VII’s Chapel in der Westminster Abbey in London                                                                   |
| Maria Beatrix von Modena                  | 1658–1718   | Konvent Ste-Marie in Chaillot, Paris (das Konvent wurde zerstört)                                                       |
| Königin Maria II.                         | 1662–1694   | Henry VII’s Chapel in der Westminster Abbey in London                                                                   |
| König Wilhelm III.                        | 1650–1702   | Henry VII’s Chapel in der Westminster Abbey in London                                                                   |
| Königin Anne                              | 1665–1714   | Henry VII’s Chapel in der Westminster Abbey in London                                                                   |
| Georg von Oldenburg                       | 1653–1708   | Henry VII’s Chapel in der Westminster Abbey in London                                                                   |
| König Georg I.                            | 1660–1727   | Welfenmausoleum im Berggarten in Hannover-Herrenhausen, Niedersachsen                                                   |
| Sophie Dorothea von Braunschweig-Lüneburg | 1666–1726   | Stadtkirche St. Marien in Celle, Niedersachsen                                                                          |
| König Georg II.                           | 1683–1760   | Henry VII’s Chapel in der Westminster Abbey in London                                                                   |
| Caroline von Ansbach                      | 1683–1737   | Henry VII’s Chapel in der Westminster Abbey in London                                                                   |
| König Georg III.                          | 1738–1820   | St George’s Chapel auf Windsor Castle                                                                                   |
| Sophie Charlotte von Mecklenburg-Strelitz | 1744–1818   | St George’s Chapel auf Windsor Castle                                                                                   |
| König Georg IV.                           | 1762–1830   | St George’s Chapel auf Windsor Castle                                                                                   |
| Maria Anne Smythe                         | 1756–1837   | St John the Baptist Church in Brighton                                                                                  |
| Caroline von Braunschweig                 | 1768–1821   | Braunschweiger Dom, Niedersachsen                                                                                       |
| König Wilhelm IV.                         | 1765–1837   | St George’s Chapel auf Windsor Castle                                                                                   |
| Adelheid von Sachsen-Meiningen            | 1792–1849   | St George’s Chapel auf Windsor Castle                                                                                   |
| Königin Victoria                          | 1819–1901   | Royal Mausoleum in Frogmore bei Windsor                                                                                 |
| Albert von Sachsen-Coburg und Gotha       | 1819–1861   | Royal Mausoleum in Frogmore bei Windsor                                                                                 |
| König Eduard VII.                         | 1841–1910   | St George’s Chapel auf Windsor Castle                                                                                   |
| Alexandra von Dänemark                    | 1844–1925   | St George’s Chapel auf Windsor Castle                                                                                   |
| König Georg V.                            | 1865–1936   | St George’s Chapel auf Windsor Castle                                                                                   |
| Maria von Teck                            | 1867–1953   | St George’s Chapel auf Windsor Castle                                                                                   |
| König Eduard VIII.                        | 1894–1972   | Royal Burial Ground in Frogmore bei Windsor                                                                             |
| Wallis Simpson                            | 1896–1986   | Royal Burial Ground in Frogmore bei Windsor                                                                             |
| König Georg VI.                           | 1895–1952   | St George’s Chapel auf Windsor Castle                                                                                   |
| Elizabeth Bowes-Lyon                      | 1900–2002   | St George’s Chapel auf Windsor Castle                                                                                   |
| Philip Mountbatten                        | 1921–2021   | St George’s Chapel auf Windsor Castle                                                                                   |
| Königin Elizabeth II                      | 1926–2022   | St George’s Chapel auf Windsor Castle                                                                                   |
| Diana, Fürstin von Wales                  | 1961–1997   | auf einer kleinen Insel in einem auf dem Gut der Earls of Spencer befindlichen See in Althorp, Northamptonshire         |

## Etrurien
Königreich von 1801 bis 1807 (umfasste den Großteil des Großherzogtums Toskana)
| Name                       | Lebensdaten | Bestattungsort                                                                             |
| -------------------------- | ----------- | ------------------------------------------------------------------------------------------ |
| König Ludwig I.            | 1773–1803   | 7. Kapelle des Pantheons der Infanten im Monasterio de San Lorenzo de el Escorial, Spanien |
| Maria Luisa von Spanien    | 1782–1824   | 7. Kapelle des Pantheons der Infanten im Monasterio de San Lorenzo de el Escorial          |
| König Karl Ludwig          | 1799–1883   | Tenuta Reale in Viareggio bei Lucca, Italien                                               |
| Maria Theresia von Savoyen | 1803–1879   | Friedhof Campo Verano in Rom                                                               |

## Frankreich
Königreich seit 814. Familiengrablege des französischen Königshauses ist die Basilika Saint-Denis, wo auch die meisten Herrscher beerdigt wurden. Die Basilika wurde jedoch während der Französischen Revolution verwüstet und die Leichname wurden entweder gestohlen oder außerhalb der Kirche begraben. Mit der Wiedereinsetzung der Bourbonen wurden die Grabstätten neu aufgestellt und restauriert. Die Gebeine der wiedergefundenen Familienmitglieder wurden gesammelt im Ossarium bestattet, da eine Identifizierung nicht möglich war. Somit sind die meisten Grabstätten in St-Denis leer. Lediglich die Gräber von Ludwig VII., Louise von Lothringen, Ludwig XVI., Marie-Antoinette und Ludwig XVIII. beinhalten die wirklichen Gebeine. Die Familie Bonaparte fand in der Chapelle Impériale in Ajaccio ihre Familiengrablege, die beiden Kaiser wurden jedoch anderswo bestattet.
| Name                             | Lebensdaten       | Bestattungsort |
| -------------------------------- | ----------------- | --- |
| König Ludwig I.                  | 778–840           | Kirche St. Arnulf in Metz, Moselle, Lothringen |
| Irmingard von Hespengau          | um 780–818        | Angers, Maine-et-Loire, Pays de la Loire |
| Judith von Bayern                | wohl 795–843      | Saint-Martin de Tours, Indre-et-Loire, Centre |
| König Karl II.                   | 823–877           | Basilika Saint-Denis bei Paris (die Grabstätte ist nicht mehr erhalten)                                                                                        |
| Irmentrud von Orléans            | wohl 830–869      | Basilika Saint-Denis bei Paris |
| Richildis von der Provence       | um 845–910        | ? |
| König Ludwig II.                 | 846–879           | Abteikirche St. Corneille in Compiègne, Oise, Picardie |
| Ansgard von Burgund              | 826–880           | ? |
| Adelheid von Friaul              | 850–901           | Abteikirche St. Corneille in Compiègne, Oise, Picardie |
| König Ludwig III.                | 863–882           | Basilika Saint-Denis bei Paris |
| König Karlmann                   | 866–884           | Basilika Saint-Denis bei Paris |
| König Karl III. (Ostfranken)     | 839–888           | Kloster Reichenau in Mittelzell auf der Insel Reichenau, Baden-Württemberg                                                                                     |
| Richardis                        | 840–900           | Kloster Andlau, Bas-Rhin, Elsass |
| König Odo                        | 856–898           | Basilika Saint-Denis bei Paris (die Grabstätte ist nicht mehr erhalten)                                                                                        |
| Theoderata                       | um 868 – nach 903 | ? |
| König Karl III. (Westfranken)    | 879–929           | Saint-Fursy in Péronne, Somme, Picardie |
| Frederuna                        | 887–917           | Basilika St-Rémy in Reims, Marne, Champagne-Ardenne |
| Eadgifu                          | 903–nach 951      | Abtei Saint-Médard bei Soissons |
| König Robert I.                  | 866–923           | ? |
| Adele von Maine                  | ?                 | ? |
| Beatrix von Vermandois           | 880–931           | ? |
| König Rudolf                     | 860–936           | Abtei Sainte-Colombe in Sens, Yonne, Burgund |
| Emma von Frankreich              | 894–934           | ? |
| König Ludwig IV.                 | 920–954           | Basilika St-Rémy in Reims, Marne, Champagne-Ardenne |
| Gerberge                         | 919–984           | Basilika St-Rémy in Reims, Marne, Champagne-Ardenne |
| König Lothar                     | 941–986           | Basilika St-Rémy in Reims, Marne, Champagne-Ardenne |
| Emma von Italien                 | 948–?             | ? |
| König Ludwig V.                  | 966–987           | Abteikirche St. Corneille in Compiègne, Oise, Picardie |
| Adelheid von Anjou               | 947–1026          | Kloster Montmajour bei Arles, Bouches-du-Rhône, Provence-Alpes-Côte d’Azur                                                                                     |
| König Hugo I.                    | 938–996           | Basilika Saint-Denis bei Paris (die Grabstätte ist nicht mehr erhalten)                                                                                        |
| König Robert II.                 | 972–1031          | Basilika Saint-Denis bei Paris |
| Rozala-Susanna von Italien       | 945–1003          | Sankt-Peters-Abtei in Gent, Belgien |
| Bertha von Burgund               | 967–1016          | ? |
| Konstanze von der Provence       | 973–1032          | Basilika Saint-Denis bei Paris |
| König Hugo II.                   | 1007–1025         | Abteikirche St. Corneille in Compiègne, Oise, Picardie |
| König Heinrich I.                | 1008–1060         | Basilika Saint-Denis bei Paris |
| Mathilde von Franken             | ?–1034            | Wormser Dom, Rheinland-Pfalz |
| Mathilde von Friesland           | ?–1044            | Basilika Saint-Denis bei Paris (die Grabstätte ist nicht mehr erhalten)                                                                                        |
| Anna von Kiew                    | 1036–1076         | Abteikirche Villiers in La Ferté-Alais, Essonne, Île-de-France                                                                                                 |
| König Philipp I.                 | 1052–1108         | Abteikirche Saint-Benoît-sur-Loire, Loiret, Centre |
| Bertha von Holland               | 1055–1093         | ? |
| Bertrada von Montfort            | 1070–1117         | Königliches Konvent von Haute-Bruyère bei Saint-Rémy-l’Honoré, Yvelines, Île-de-France                                                                         |
| König Ludwig VI.                 | 1081–1137         | Basilika Saint-Denis bei Paris |
| Lucienne von Rochefort           | 1088–1093         | ? |
| Adelheid von Savoyen             | 1092–1154         | Abteikirche Saint-Pierre de Montmartre, Paris |
| König Philipp, Mitregent         | 1116–1131         | Basilika Saint-Denis bei Paris |
| König Ludwig VII.                | 1020–1180         | ursprünglich im Kloster Notre-Dame-de-Barbeau bei Fontainebleau; seit 1817 in der Basilika Saint-Denis bei Paris                                               |
| Eleonore von Aquitanien          | 1122–1204         | Abtei Fontevrault, Maine-et-Loire, Pays de la Loire |
| Konstanze von Kastilien          | 1140–1160         | Basilika Saint-Denis bei Paris |
| Adela von Champagne              | 1140–1206         | Abteikirche in Pontigny, Yonne, Burgund |
| König Philipp II. August         | 1165–1223         | Basilika Saint-Denis bei Paris (die Grabstätte ist nicht mehr erhalten)                                                                                        |
| Isabella von Hennegau            | 1170–1190         | Notre Dame de Paris (die Grabstätte ist nicht mehr erhalten)                                                                                                   |
| Ingeborg von Dänemark            | 1175–1236         | Kloster St. Jean-sur-l’Isle bei Corbeil, Essonne, Île-de-France                                                                                                |
| Agnes-Maria von Andechs-Meranien | 1180–1201         | Benediktinerkloster St. Corentin-lès-Mantes, Yvelines, Île-de-France                                                                                           |
| König Ludwig VIII.               | 1187–1226         | Basilika Saint-Denis bei Paris (die Grabstätte ist nicht mehr erhalten)                                                                                        |
| Blanka von Kastilien             | 1188–1252         | Zisterzienserabtei Maubuisson bei Saint-Ouen-l’Aumône, Val-d’Oise; das Herz in der Abtei Lys bei Melun                                                         |
| König Ludwig IX.                 | 1214–1270         | Basilika Saint-Denis bei Paris (die Grabstätte ist nicht mehr erhalten)                                                                                        |
| Margarete von der Provence       | 1221–1295         | Basilika Saint-Denis bei Paris (die Grabstätte ist nicht mehr erhalten)                                                                                        |
| König Philipp III.               | 1245–1285         | Basilika Saint-Denis bei Paris |
| Isabella von Aragón              | 1147–1271         | Basilika Saint-Denis bei Paris |
| Maria von Brabant                | 1254–1321         | Klosterkirche der Cordeliers in Paris (die Kirche wurde zerstört)                                                                                              |
| König Philipp IV.                | 1268–1314         | Basilika Saint-Denis bei Paris |
| Johanna I. von Navarra           | 1273–1305         | Klosterkirche der Cordeliers in Paris (die Kirche wurde zerstört)                                                                                              |
| König Ludwig X.                  | 1289–1316         | Basilika Saint-Denis bei Paris |
| Margarete von Burgund            | 1290–1315         | Église des Frères Gris in Vernon, Eure, Haute-Normandie |
| Klementine von Ungarn            | 1293–1328         | Basilika Saint-Denis bei Paris |
| König Johann I.                  | 1316–1316         | Basilika Saint-Denis bei Paris |
| König Philipp V.                 | 1291–1322         | Basilika Saint-Denis bei Paris |
| Johanna II. von Burgund          | 1291–1330         | Klosterkirche der Cordeliers in Paris (die Kirche wurde zerstört)                                                                                              |
| König Karl IV.                   | 1295–1328         | Basilika Saint-Denis bei Paris |
| Blanka von Burgund               | 1295–1326         | Zisterzienserkloster Maubuisson in Saint-Ouen-l’Aumône, Val-d’Oise, Île-de-France                                                                              |
| Maria von Luxemburg              | 1304–1324         | Dominikanerkirche in Montargis, Loiret, Centre |
| Johanna von Évreux               | 1310–1371         | Basilika Saint-Denis bei Paris |
| König Philipp VI.                | 1293–1350         | Basilika Saint-Denis bei Paris |
| Johanna von Burgund              | 1294–1348/49      | Basilika Saint-Denis bei Paris (die Grabstätte ist nicht mehr erhalten)                                                                                        |
| Blanche von Navarra              | 1331–1398         | Basilika Saint-Denis bei Paris |
| König Johann II.                 | 1319–1364         | Basilika Saint-Denis bei Paris |
| Jutta von Luxemburg              | 1315–1349         | Abteikirche Maubuisson bei Saint-Ouen-l’Aumône, Val-d’Oise, Île-de-France                                                                                      |
| Johanna von Auvergne             | 1326–1360         | Basilika Saint-Denis bei Paris (die Grabstätte ist nicht mehr erhalten)                                                                                        |
| König Karl V.                    | 1338–1380         | Basilika Saint-Denis bei Paris |
| Johanna von Bourbon              | 1338–1378         | Basilika Saint-Denis bei Paris |
| König Karl VI.                   | 1368–1422         | Basilika Saint-Denis bei Paris |
| Isabeau de Bavière               | 1370–1435         | Basilika Saint-Denis bei Paris |
| König Karl VII.                  | 1403–1461         | Basilika Saint-Denis bei Paris |
| Maria von Anjou                  | 1404–1463         | Basilika Saint-Denis bei Paris |
| König Ludwig XI.                 | 1423–1483         | Notre-Dame in Cléry-Saint-André bei Orléans, Loiret, Centre |
| Margarethe von Schottland        | 1424–1445         | Abteikirche St-Laon-de-Thouars, Vienne, Poitou-Charente |
| Charlotte von Savoyen            | 1441–1483         | Notre-Dame in Cléry-Saint-André bei Orléans, Loiret, Centre |
| König Karl VIII.                 | 1470–1498         | Basilika Saint-Denis bei Paris (die Grabstätte ist nicht mehr erhalten); Herz: Basilika Notre-Dame-de-Cléry                                                    |
| Anne de Bretagne                 | 1477–1514         | Basilika Saint-Denis bei Paris |
| König Ludwig XII.                | 1462–1515         | Basilika Saint-Denis bei Paris |
| Johanna von Frankreich           | 1464–1505         | Annuntiatenkloster in Bourges, Cher, Centre |
| Anne de Bretagne                 | 1477–1514         | Basilika Saint-Denis bei Paris |
| Maria von England                | 1496–1533         | St. Mary’s Church in Bury St Edmunds, England |
| König Franz I.                   | 1494–1547         | Basilika Saint-Denis bei Paris |
| Claude von Frankreich            | 1499–1524         | Basilika Saint-Denis bei Paris |
| Eleonore von Kastilien           | 1498–1558         | 9. Kapelle des Pantheons der Infanten im Monasterio de San Lorenzo de el Escorial, Spanien                                                                     |
| König Heinrich II.               | 1519–1559         | Basilika Saint-Denis bei Paris |
| Katharina von Medici             | 1519–1589         | Basilika Saint-Denis bei Paris |
| König Franz II.                  | 1544–1560         | Basilika Saint-Denis bei Paris (nur die Herzurne ist erhalten)                                                                                                 |
| Maria Stuart von Schottland      | 1542–1587         | Henry VII’s Chapel in der Westminster Abbey in London |
| König Karl IX.                   | 1550–1574         | Basilika Saint-Denis bei Paris (die Grabstätte ist nicht erhalten)                                                                                             |
| Elisabeth von Österreich         | 1554–1592         | ursprünglich im Klarissinenkloster, seit 1782 in der Herzogsgruft im Stephansdom in Wien                                                                       |
| König Heinrich III.              | 1551–1589         | ursprünglich in St-Corneille, seit 1610 in der Basilika Saint-Denis bei Paris (die Grabstätte ist nicht mehr erhalten, nur eine Gedenkstelle und die Herzurne) |
| Louise von Lothringen            | 1553–1601         | ursprünglich im Convent des Capucines, St. Honoré in Paris; seit 1817 in der Basilika Saint-Denis bei Paris                                                    |
| König Heinrich IV.               | 1553–1610         | Basilika Saint-Denis bei Paris (die Grabstätte ist nicht mehr erhalten, nur eine Gedenkstelle)                                                                 |
| Margarete von Valois             | 1553–1615         | Basilika Saint-Denis bei Paris (nur Gedenktafel) |
| Maria von Medici                 | 1575–1642         | Basilika Saint-Denis bei Paris (nur Gedenktafel) |
| König Ludwig XIII.               | 1601–1643         | Basilika Saint-Denis bei Paris (die Grabstätte ist nicht mehr erhalten)                                                                                        |
| Anna von Österreich              | 1601–1666         | Basilika Saint-Denis bei Paris (die Grabstätte ist nicht mehr erhalten)                                                                                        |
| König Ludwig XIV.                | 1638–1715         | Basilika Saint-Denis bei Paris (die Grabstätte ist nicht mehr erhalten, nur Gedenkstelle)                                                                      |
| Maria Teresa von Spanien         | 1638–1683         | Basilika Saint-Denis bei Paris (die Grabstätte ist nicht mehr erhalten, nur Gedenkstelle)                                                                      |
| Françoise d’Aubigné              | 1635–1719         | im Chor der Kirche von Saint-Cyr-l’École, Yvelines, Île-de-France                                                                                              |
| König Ludwig XV.                 | 1710–1774         | Basilika Saint-Denis bei Paris (die Grabstätte ist nicht mehr erhalten)                                                                                        |
| Maria Leszczyńska                | 1703–1768         | Basilika Saint-Denis bei Paris; Herz in Notre-Dame de Bon-Secours in Nancy                                                                                     |
| König Ludwig XVI.                | 1754–1793         | ursprünglich auf dem Friedhof de la Madeleine, seit 1815 in der Basilika Saint-Denis bei Paris                                                                 |
| Marie Antoinette von Österreich  | 1755–1793         | ursprünglich auf dem Friedhof de la Madeleine, seit 1815 in der Basilika Saint-Denis bei Paris                                                                 |
| König Ludwig XVII.               | 1785–1795         | ursprünglich auf dem Friedhof Ste-Marguérite, dann in der Basilika Saint-Denis bei Paris                                                                       |
| Kaiser Napoleon I.               | 1769–1821         | ursprünglich auf St. Helena, seit 1840 im Invalidendom in Paris                                                                                                |
| Joséphine de Beauharnais         | 1763–1814         | Eglise St-Pierre-et-St.Paul in Rueil-Malmaison, Hauts-de-Seine, Île-de-France                                                                                  |
| Marie-Louise von Österreich      | 1791–1847         | Neue Gruft in der Kapuzinergruft in Wien |
| Napoleon II., König von Rom      | 1811–1832         | ursprünglich in der Kapuzinergruft in Wien, seit 1940 im Invalidendom in Paris; das Herz blieb in Wien in der Augustinerkirche                                 |
| König Ludwig XVIII.              | 1755–1824         | Basilika Saint-Denis bei Paris |
| Maria Josepha von Savoyen        | 1753–1810         | ursprünglich in der Westminster Abbey, London; seit 1811 in S. Lucifero in Cagliari, Italien                                                                   |
| König Karl X.                    | 1757–1836         | Kloster Kostanjevica in Nova Gorica, Slowenien |
| Maria Theresia von Sardinien     | 1756–1805         | Kaiserliches Mausoleum neben dem Dom zu Graz, Steiermark; Herz in Santa Chiara in Neapel, Italien                                                              |
| König Ludwig XIX.                | 1775–1844         | Kloster Kostanjevica in Nova Gorica, Slowenien |
| Marie-Thérèse von Frankreich     | 1778–1851         | Kloster Kostanjevica in Nova Gorica, Slowenien |
| König Ludwig Philipp I.          | 1773–1850         | ursprünglich in Weybridge, seit 1876 im Mausoleum des Hauses Orléans in der Königlichen Kapelle in Dreux, Eure-et-Loir, Centre                                 |
| Maria Amalia von Neapel-Sizilien | 1782–1866         | ursprünglich in Weybridge, seit 1876 im Mausoleum des Hauses Orléans in der Königlichen Kapelle in Dreux, Eure-et-Loir, Centre                                 |
| Kaiser Napoleon III.             | 1808–1873         | ursprünglich St. Mary's Church in Chislehurst, seit 1888 in der St. Michael’s Abbey in Farnborough, England                                                    |
| Eugénie de Montijo               | 1826–1920         | St. Michael’s Abbey in Farnborough, England |

## Griechenland
Königreich von 1832 bis 1973. Die Könige aus dem Hause Oldenburg wurden alle in Tatoi bei Athen beerdigt, der erste König aus dem Hause Wittelsbach ruht in München.
| Name                    | Lebensdaten | Bestattungsort                                                                                |
| ----------------------- | ----------- | --------------------------------------------------------------------------------------------- |
| König Otto I.           | 1815–1867   | Fürstengruft in der Theatinerkirche in München; Herz in der Altöttinger Gnadenkapelle, Bayern |
| Amalie von Oldenburg    | 1818–1875   | Fürstengruft in der Theatinerkirche in München                                                |
| König Georg I.          | 1845–1913   | Königlicher Friedhof im Schlosspark von Tatoi                                                 |
| Olga von Russland       | 1851–1926   | Königlicher Friedhof im Schlosspark von Tatoi                                                 |
| König Konstantin I.     | 1868–1923   | Mausoleum auf dem Königlichen Friedhof im Schlosspark von Tatoi                               |
| Sophie von Preußen      | 1870–1932   | Mausoleum auf dem Königlichen Friedhof im Schlosspark von Tatoi                               |
| König Alexander         | 1893–1920   | Mausoleum auf dem Königlichen Friedhof im Schlosspark von Tatoi                               |
| Aspasia Manos           | 1896–1972   | Königlicher Friedhof im Schlosspark von Tatoi                                                 |
| König Georg II.         | 1890–1947   | Königlicher Friedhof im Schlosspark von Tatoi                                                 |
| Elisabeth von Rumänien  | 1894–1956   | Hedingerkirche in Sigmaringen, Baden-Württemberg                                              |
| König Paul              | 1901–1964   | Königlicher Friedhof im Schlosspark von Tatoi                                                 |
| Friederike von Hannover | 1917–1981   | Königlicher Friedhof im Schlosspark von Tatoi                                                 |
| König Konstantin II.    | 1940–2023   | Königlicher Friedhof im Schlosspark von Tatoi                                                 |

## Hannover
Königreich von 1814 bis 1866 (von 1814 bis 1837 in Personalunion mit Großbritannien).
| Name                                      | Lebensdaten | Bestattungsort                                                        |
| ----------------------------------------- | ----------- | --------------------------------------------------------------------- |
| König Georg III.                          | 1738–1820   | St. George’s Chapel auf Schloss Windsor                               |
| Sophie Charlotte von Mecklenburg-Strelitz | 1744–1818   | St. George’s Chapel auf Schloss Windsor                               |
| König Georg IV.                           | 1762–1830   | St. George’s Chapel auf Schloss Windsor                               |
| Maria Anne Smythe                         | 1756–1837   | St John the Baptist Church in Brighton, England                       |
| Caroline von Braunschweig                 | 1768–1821   | Braunschweiger Dom, Niedersachsen                                     |
| König Wilhelm IV.                         | 1765–1837   | St. George’s Chapel auf Schloss Windsor                               |
| Adelheid von Sachsen-Meiningen            | 1792–1849   | St. George’s Chapel auf Schloss Windsor                               |
| König Ernst August I.                     | 1771–1851   | Welfenmausoleum im Berggarten in Hannover-Herrenhausen, Niedersachsen |
| Friederike von Mecklenburg-Strelitz       | 1778–1841   | Welfenmausoleum in Hannover-Herrenhausen                              |
| König Georg V.                            | 1819–1878   | St. George’s Chapel auf Schloss Windsor                               |
| Marie von Sachsen-Altenburg               | 1818–1907   | Mausoleum neben Schloss Cumberland in Gmunden, Oberösterreich         |

## Heiliges Römisches Reich
Staatenbund unter dem römisch-deutschen Kaiser bzw. dem deutschen König von 800 bis 1806. Unter den Habsburgern wurde die Wiener Kapuzinergruft zur Familiengrablege der deutschen Kaiser, zuvor ließen sich die Kaiser und Könige in verschiedenen Städten des Reiches (Aachen, Speyer, Prag, Graz etc.) beisetzen.
| Name                                              | Lebensdaten  | Bestattungsort |
| ------------------------------------------------- | ------------ | --- |
| Kaiser Karl I. der Große                          | 747–814      | Aachener Dom, Nordrhein-Westfalen |
| Gerperga                                          | ?-?          | ? |
| Hildegard                                         | 758–783      | Abtei Sankt Arnulf in Metz, Moselle, Lothringen |
| Fastrada                                          | ?–794        | ursprünglich im Stift St. Alban vor Mainz, seit 1552 im Mainzer Dom, Rheinland-Pfalz                                                                    |
| Liutgard                                          | ?–800        | Tours, Frankreich |
| Kaiser Ludwig I. der Fromme                       | 778–840      | Abtei Sankt Arnulf in Metz, Moselle, Lothringen, Frankreich                                                                                             |
| Irmingard von Hespengau                           | 780–818      | Angers, Maine-et-Loire, Pays de la Loire, Frankreich |
| Judith von Bayern                                 | 795–843      | Saint-Martin de Tours, Indre-et-Loire, Centre, Frankreich                                                                                               |
| Kaiser Lothar I.                                  | 795–855      | Abtei Prüm, Rheinland-Pfalz |
| Irmingard von Tours                               | ?–851        | Kloster Erstein, Bas-Rhin, Elsass, Frankreich |
| Kaiser Ludwig II.                                 | 825–875      | Basilika Sant’Ambrogio in Mailand, Italien |
| Engelberga                                        | ?–890/891    | Kloster San Sisto in Piacenza, evtl. S. Giulia in Brescia, Italien                                                                                      |
| König Ludwig der Deutsche                         | 806–876      | Kloster Lorsch, Hessen |
| Hemma                                             | 808–876      | Kloster Sankt Emmeram in Regensburg, Bayern |
| Kaiser Karl II. der Kahle                         | 823–877      | zuerst in Nantua, später Basilika Saint-Denis bei Paris, Frankreich                                                                                     |
| Irmentrud von Orléans                             | 830–869      | Basilika Saint-Denis bei Paris |
| Richildis von der Provence                        | 845–910      | ? |
| König Karlmann                                    | 830–880      | Pfalzbasilika (heute Stiftspfarrkirche) Altötting, Bayern                                                                                               |
| König Ludwig III.                                 | 835–882      | Kloster Lorsch, Hessen |
| Liutgard von Sachsen                              | 845–885      | St. Peter und Alexander, Aschaffenburg, Bayern |
| Kaiser Karl III.                                  | 839–888      | Kloster Reichenau in Mittelzell auf der Insel Reichenau, Baden-Württemberg                                                                              |
| Richardis                                         | 840–900      | Kloster Andlau, Bas-Rhin, Elsass, Frankreich |
| Kaiser Arnulf von Kärnten                         | 850–899      | Kloster Sankt Emmeram in Regensburg, Bayern |
| Oda                                               | ?–903        | Kloster Sankt Emmeram in Regensburg |
| König Ludwig IV. das Kind                         | 893–911      | Kloster Sankt Emmeram in Regensburg |
| König Konrad I.                                   | 880–918      | Fuldaer Dom, Hessen |
| Kunigunde                                         |              | Kloster Lorsch, Hessen |
| König Heinrich I.                                 | 876–936      | Stiftskirche St. Servatius in Quedlinburg, Sachsen-Anhalt                                                                                               |
| Mathilde von Ringelheim                           | 895–968      | Stiftskirche St. Servatius in Quedlinburg |
| Kaiser Otto I.                                    | 912–973      | Magdeburger Dom, Sachsen-Anhalt |
| Edgitha                                           | 910–946      | Magdeburger Dom |
| Adelheid von Hochburgund                          | 931–999      | Kloster Seltz, Bas-Rhin, Elsass, Frankreich |
| Kaiser Otto II.                                   | 955–983      | Vatikanische Grotten in der Peterskirche in Rom |
| Theophanu                                         | 950–991      | St. Pantaleon in Köln |
| Kaiser Otto III.                                  | 980–1002     | Aachener Dom, Nordrhein-Westfalen |
| Kaiser Heinrich II.                               | 973–1024     | Bamberger Dom, Bayern |
| Kunigunde                                         | 975–1033     | Bamberger Dom |
| Kaiser Konrad II.                                 | 990–1039     | Dom zu Speyer, Rheinland-Pfalz |
| Gisela von Schwaben                               | 989–1043     | Dom zu Speyer |
| Kaiser Heinrich III.                              | 1016–1056    | Dom zu Speyer; Inteste (Herz und Eingeweide) in der Ulrichskapelle der Kaiserpfalz Goslar, Niedersachsen                                                |
| Gunhild von Dänemark                              | 1018–1038    | Kloster Limburg, Rheinland-Pfalz |
| Agnes von Poitou                                  | 1025–1077    | Kapelle der Heiligen Petronella in der Peterskirche in Rom                                                                                              |
| Kaiser Heinrich IV.                               | 1050–1106    | Dom zu Speyer, Rheinland-Pfalz |
| Bertha                                            | 1051–1087    | Dom zu Speyer |
| Adelheid von Kiew                                 | 1067/70–1109 | ursprünglich Mariä-Entschlafens-Kathedrale in Kiew, Ukraine; 1941 komplett zerstört                                                                     |
| König Konrad                                      | 1074–1101    | Kathedrale Santa Reparata, heute überbaut durch den Dom Santa Maria del Fiore in Florenz, Italien                                                       |
| König Rudolf von Rheinfelden (Gegenkönig)         | 1025–1080    | Dom zu Merseburg, Sachsen-Anhalt |
| König Hermann von Salm (Gegenkönig)               | um 1035–1088 | Metz, Moselle, Lothringen, Frankreich |
| Sophia von Formbach                               | ?-nach 1088  | ? |
| Kaiser Heinrich V.                                | 1086–1125    | Dom zu Speyer, Rheinland-Pfalz |
| Matilda                                           | 1102–1167    | ursprünglich in der Abteikirche Bec, dann in der Kathedrale von Rouen, Seine-Maritime, Haute-Normandie, Frankreich                                      |
| Kaiser Lothar III.                                | 1075–1137    | Kaiserdom in Königslutter, Niedersachsen |
| Richenza von Northeim                             | 1095–1141    | Kaiserdom in Königslutter |
| König Konrad III.                                 | 1093–1152    | Bamberger Dom, Bayern |
| Gertrud von Comburg                               | 1095–1130    | Benediktinerabtei Lorch, Baden-Württemberg |
| Gertrud von Sulzbach                              | 1113–1146    | Zisterzienserabtei Ebrach, Bayern |
| König Heinrich VI. (Mitkönig)                     | 1037–1150    | Benediktinerabtei Lorch |
| Kaiser Friedrich I.                               | 1122–1190    | die Weichteile in St. Peter in Antiochia, Türkei; das Herz in Tarsus, Türkei; die Gebeine in der Kathedrale in Tyros, Libanon                           |
| Adela von Vohburg                                 | 1128–1187    | Kloster Weißenau bei Ravensburg, Baden-Württemberg |
| Beatrix von Burgund                               | 1144–1184    | Dom zu Speyer, Rheinland-Pfalz |
| Kaiser Heinrich VI.                               | 1165–1197    | Kathedrale von Palermo, Italien |
| Konstanze von Sizilien                            | 1154–1198    | Kathedrale von Palermo |
| König Philipp von Schwaben                        | 1176–1208    | Dom zu Speyer |
| Irene von Schwaben                                | 1181–1208    | Benediktinerabtei Lorch, Baden-Württemberg |
| Kaiser Otto IV.                                   | 1175–1218    | Braunschweiger Dom, Niedersachsen |
| Beatrix von Schwaben                              | 1198–1212    | Braunschweiger Dom |
| Maria von Brabant                                 | 1190–1260    | St. Peter in Löwen, Belgien |
| Kaiser Friedrich II.                              | 1194–1250    | Kathedrale von Palermo, Italien |
| Konstanze von Aragón                              | 1182–1222    | Kathedrale von Palermo |
| Isabella von Brienne                              | 1212–1228    | Kathedrale von Andria, Italien |
| Bianca Lancia                                     | 1210–1233    | Gioia del Colle, Bari, Italien |
| Isabella von England                              | 1214–1241    | Kathedrale von Andria, Italien |
| König Heinrich (VII.)                             | 1211–1241    | Kathedrale von Cosenza, Italien |
| Margarete von Babenberg                           | 1204–1266    | Stift Lilienfeld, Niederösterreich |
| König Heinrich Raspe (Gegenkönig)                 | 1204–1247    | Katharinenkloster Eisenach, Thüringen; Herz: Dominikanerkirche                                                                                          |
| Elisabeth von Brandenburg                         | 1206–1231    | ? |
| Gertrud von Babenberg                             | 1210–1241    | ? |
| Beatrix von Brabant                               | 1225–1288    | ? |
| König Konrad IV.                                  | 1228–1254    | Herz und Eingeweide in Melfi Italien; Blitzschlag verbrannte die Leiche in Messina, Italien                                                             |
| Elisabeth von Bayern                              | 1227–1273    | Stiftskirche des Zisterzienserstifts Stams in Tirol |
| König Wilhelm von Holland                         | 1227–1256    | ursprünglich in Hoogwoud beigesetzt; dann in der Abteikirche in Middelburg, Niederlande                                                                 |
| Elisabeth von Braunschweig                        | 1235–1266    | Abteikirche in Middelburg |
| König Richard von Cornwall                        | 1209–1272    | Hayles Abbey, Gloucester, England |
| Isabella von Pembroke                             | 1200–1240    | Beaulieu Abbey, Hampshire; Herz: Tewkesbury Abbey, England                                                                                              |
| Sancha von der Provence                           | 1225–1261    | Hayles Abbey, Gloucester, England |
| Beatrix von Falkenburg                            | 1253–1277    | Friars Minor in Oxford, England |
| König Alfons von Kastilien (Gegenkönig)           | 1221–1284    | Kathedrale von Murcia, Spanien |
| Violante von Aragón                               | 1236–1301    | ? |
| König Rudolf I.                                   | 1218–1291    | Dom zu Speyer, Rheinland-Pfalz |
| Gertrud von Hohenberg                             | 1225–1281    | ursprünglich im Münster zu Basel, Schweiz; 1770 in St. Blasien im Schwarzwald; seit 1809 in der Stiftskirche des Stiftes St. Paul im Lavanttal, Kärnten |
| Isabella von Burgund                              | 1270–1323    | Dome de Vieux Château et d’Aigne le Duc in Paris |
| König Adolf von Nassau                            | 1250–1298    | Dom zu Speyer, Rheinland-Pfalz |
| Imagina von Isenburg-Limburg                      | 1250–1317    | Kloster Klarenthal, Hessen |
| König Albrecht I.                                 | 1255–1308    | Dom zu Speyer |
| Elisabeth von Görz und Tirol                      | 1262–1313    | Stiftskirche des Stiftes St. Paul im Lavanttal, Kärnten                                                                                                 |
| Kaiser Heinrich VII.                              | 1274–1313    | Dom zu Pisa, Italien |
| Margarete von Brabant                             | 1276–1311    | Minoritenkirche in Genua, Italien |
| König Friedrich III.                              | 1289–1330    | Herzogsgruft im Stephansdom in Wien |
| Elisabeth von Aragón                              | 1296–1330    | Wiener Minoritenkirche |
| Kaiser Ludwig IV.                                 | 1281–1347    | Gruft im Frauendom in München |
| Beatrix von Schlesien-Schweidnitz                 | 1290–1322    | Gruft im Frauendom in München |
| Margarethe von Holland                            | 1293–1356    | Minoritenkirche in Valenciennes, Nord, Nord-Pas-de-Calais, Frankreich                                                                                   |
| Kaiser Karl IV.                                   | 1316–1378    | Fürstengruft im Veitsdom in Prag, Tschechien |
| Blanca Margarete von Valois                       | 1317–1348    | Fürstengruft im Veitsdom in Prag |
| Anna von der Pfalz                                | 1329–1353    | Fürstengruft im Veitsdom in Prag |
| Anna von Schweidnitz                              | 1339–1362    | Fürstengruft im Veitsdom in Prag |
| Elisabeth von Pommern                             | 1347–1393    | Fürstengruft im Veitsdom in Prag |
| König Günther von Schwarzburg (Gegenkönig)        | 1304–1349    | Kaiserdom St. Bartholomäus in Frankfurt am Main |
| König Wenzel                                      | 1361–1419    | Fürstengruft im Veitsdom in Prag |
| Johanna von Bayern                                | 1362–1386    | Zisterzienserkloster in Zbraslav, Tschechien |
| Sophie von Bayern                                 | 1376–1428    | St. Martinsdom in Bratislava, Slowakei |
| König Friedrich von Braunschweig (Gegenkönig)     | 1357–1400    | Braunschweiger Dom, Niedersachsen |
| Anna von Sachsen                                  | ?–1426       | ? |
| König Ruprecht von der Pfalz                      | 1352–1410    | Heiliggeistkirche in Heidelberg, Baden-Württemberg |
| Elisabeth von Nürnberg                            | 1358–1411    | Heiliggeistkirche in Heidelberg |
| König Jobst von Mähren                            | 1351–1411    | Ehem. Zisterzienserkloster Marien-Saal (jetzt Abtei St. Thomas) in Brünn, Tschechien                                                                    |
| Elisabeth von Oppeln                              | 1360–1411    | ? |
| Agnes von Oppeln                                  | ?–1413       | ? |
| Kaiser Sigismund                                  | 1368–1437    | Domkirche zu Oradea, Rumänien |
| Maria von Ungarn                                  | 1370–1395    | Domkirche zu Oradea |
| Barbara von Cilli                                 | 1391–1451    | Fürstengruft im Veitsdom in Prag, Tschechien |
| König Albrecht II.                                | 1397–1439    | Basilika in Székesfehérvár, Ungarn |
| Elisabeth von Luxemburg                           | 1409–1442    | Basilika in Székesfehérvár |
| Kaiser Friedrich III.                             | 1415–1493    | Hochgrab im Stephansdom in Wien; Eingeweide: Stadtpfarrkirche von Linz, Oberösterreich                                                                  |
| Eleonore von Portugal                             | 1436–1467    | Neukloster in Wiener Neustadt, Niederösterreich |
| Kaiser Maximilian I.                              | 1459–1519    | St. Georgskapelle in der Burg von Wiener Neustadt; Herz in der Liebfrauenkirche in Brügge, Belgien                                                      |
| Maria von Burgund                                 | 1457–1482    | Liebfrauenkirche in Brügge, Belgien |
| Bianca Maria Sforza                               | 1472–1510    | Stiftskirche des Zisterzienserstifts Stams in Tirol |
| Kaiser Karl V.                                    | 1500–1558    | ursprünglich in San Jerónimo de Yuste, seit 1574 im Pantheon der Könige im Monasterio de San Lorenzo de el Escorial, Spanien                            |
| Isabella von Portugal                             | 1503–1539    | Pantheon der Könige im Monasterio de San Lorenzo de el Escorial                                                                                         |
| Kaiser Ferdinand I.                               | 1503–1564    | Hochgrab im Veitsdom in Prag, Tschechien |
| Anna von Böhmen und Ungarn                        | 1503–1547    | Hochgrab im Veitsdom in Prag |
| Kaiser Maximilian II.                             | 1527–1576    | Hochgrab im Veitsdom in Prag |
| Maria von Spanien                                 | 1528–1603    | im Chor des Klosters S. Clara de las Descalzas Reales in Madrid                                                                                         |
| Kaiser Rudolf II.                                 | 1552–1612    | Fürstengruft im Veitsdom in Prag |
| Kaiser Matthias                                   | 1557–1619    | Gründergruft in der Kapuzinergruft in Wien; Herz: Augustinerkirche                                                                                      |
| Anna von Tirol                                    | 1585–1618    | Gründergruft in der Kapuzinergruft in Wien; Herz: Augustinerkirche                                                                                      |
| Kaiser Ferdinand II.                              | 1578–1637    | Kaiserliches Mausoleum neben dem Grazer Dom, Steiermark; Herz: Augustinerkirche, Wien                                                                   |
| Maria Anna von Bayern                             | 1574–1616    | Kaiserliches Mausoleum neben dem Dom von Graz; Herz: Augustinerkirche, Wien                                                                             |
| Eleonora Gonzaga                                  | 1598–1655    | ursprünglich im Karmelitinnenkloster, seit 1782 in der Herzogsgruft im Stephansdom in Wien                                                              |
| Kaiser Ferdinand III.                             | 1608–1657    | ursprünglich im Dom von Graz, dann in der Leopoldsgruft in der Kapuzinergruft in Wien; Herz: Augustinerkirche                                           |
| Maria Anna von Spanien                            | 1606–1646    | Leopoldsgruft in der Kapuzinergruft in Wien |
| Maria Leopoldine von Tirol                        | 1632–1649    | ursprünglich im Dom von Graz, dann in der Leopoldsgruft in der Kapuzinergruft in Wien                                                                   |
| Eleonora Magdalena Gonzaga von Mantua-Nevers      | 1628–1686    | Leopoldsgruft in der Kapuzinergruft in Wien; Herz: Augustinerkirche                                                                                     |
| Kaiser Leopold I.                                 | 1640–1705    | Karlsgruft in der Kapuzinergruft in Wien; Herz: Augustinerkirche                                                                                        |
| Margarita Teresa von Spanien                      | 1651–1673    | Leopoldsgruft in der Kapuzinergruft in Wien; Herz: Augustinerkirche                                                                                     |
| Claudia Felizitas von Tirol                       | 1653–1676    | Dominikanerkirche in Wien; Herz: Kapuzinergruft |
| Eleonore Magdalene von der Pfalz                  | 1655–1720    | Leopoldsgruft in der Kapuzinergruft in Wien |
| Kaiser Joseph I.                                  | 1678–1711    | Karlsgruft in der Kapuzinergruft in Wien; Herz: Augustinerkirche                                                                                        |
| Wilhelmine Amalie von Braunschweig-Lüneburg       | 1673–1742    | Salesianerinnenkloster in Wien; Herz: Karlsgruft in der Kapuzinergruft                                                                                  |
| Kaiser Karl VI.                                   | 1685–1740    | Karlsgruft in der Kapuzinergruft in Wien; Herz: Augustinerkirche                                                                                        |
| Elisabeth Christine von Braunschweig-Wolfenbüttel | 1691–1750    | Karlsgruft in der Kapuzinergruft in Wien; Herz: Augustinerkirche                                                                                        |
| Kaiser Franz I. Stephan                           | 1708–1765    | Maria-Theresien-Gruft in der Kapuzinergruft in Wien; Herz: Augustinerkirche                                                                             |
| Maria Theresia von Österreich                     | 1717–1780    | Maria-Theresien-Gruft in der Kapuzinergruft in Wien; Herz: Augustinerkirche                                                                             |
| Kaiser Karl VII.                                  | 1697–1745    | Fürstengruft in der Theatinerkirche in München; Herz in der Altöttinger Gnadenkapelle, Bayern                                                           |
| Maria Amalia von Österreich                       | 1701–1756    | Fürstengruft in der Theatinerkirche in München; Herz in der Altöttinger Gnadenkapelle                                                                   |
| Kaiser Joseph II.                                 | 1741–1790    | Maria-Theresien-Gruft in der Kapuzinergruft in Wien |
| Isabella von Bourbon-Parma                        | 1741–1763    | Maria-Theresien-Gruft in der Kapuzinergruft in Wien |
| Maria Josepha von Bayern                          | 1739–1767    | Maria-Theresien-Gruft in der Kapuzinergruft in Wien |
| Kaiser Leopold II.                                | 1747–1792    | Toskana-Gruft in der Kapuzinergruft in Wien; Herz: Augustinerkirche                                                                                     |
| Maria Ludovica von Spanien                        | 1745–1792    | Toskana-Gruft in der Kapuzinergruft in Wien; Herz: Augustinerkirche                                                                                     |
| Kaiser Franz II.                                  | 1768–1835    | Franzens-Gruft in der Kapuzinergruft in Wien; Herz: Augustinerkirche                                                                                    |
| Elisabeth von Württemberg                         | 1767–1790    | Franzens-Gruft in der Kapuzinergruft in Wien; Herz: Augustinerkirche                                                                                    |
| Maria Theresia von Neapel-Sizilien                | 1772–1807    | Franzens-Gruft in der Kapuzinergruft in Wien |
| Maria Ludovika von Österreich-Este                | 1787–1816    | Franzens-Gruft in der Kapuzinergruft in Wien; Herz: Augustinerkirche                                                                                    |
| Karoline Auguste von Bayern                       | 1792–1873    | Franzens-Gruft in der Kapuzinergruft in Wien |

## Landgrafschaft Hessen-Darmstadt / Großherzogtum Hessen

### Landgräfliche Grablege in der Fürstengruft in der Stadtkirche Darmstadt
Landgraf Georg I., der Begründer der Darmstädter Linie des Hauses Hessen, ließ die Fürstengruft in der Stadtkirche Darmstadt 1576 für Beisetzungen der landgräflichen Familie anlegen. In zwei Räumen finden sich hier neben den Särgen Georgs I. (1596) und seiner beiden Ehefrauen Magdalena 1552–1587 und Eleonore die Grabstätten vierzehn weiterer Landgrafen und -gräfinnen, Prinzessinnen und Prinzen. Zwei Messingkapseln, die an der Decke des vorderen Raumes befestigt sind, enthalten die Herzen der Prinzen Georg (des Eroberers von Gibraltar) und Philipp, die beide im Ausland ums Leben kamen.

### Großherzogliche Grablege im Park Rosenhöhe
Als großherzogliche Grablegen dienten das 1826 fertiggestellte Alte Mausoleum im Park Rosenhöhe in Darmstadt sowie das ebendort gelegene und 1910 fertiggestellte Neue Mausoleum. Im Park Rosenhöhe befinden sich ferner die Erdgräber mehrerer Mitglieder der Familie des Großherzogs Ernst Ludwig, darunter die aus dem Haus Hessen stammenden Toten des Flugunfalls von Ostende 1937.

## Italien
Geeintes Königreich von 1861 bis 1946 (unter der Herrschaft des Hauses Savoyen, welches bereits von 1713 bis 1720 die Könige von Sizilien und von 1720 bis 1861 die von Sardinien-Piemont stellte). Familiengrablegen sind die Basilika di Superga in Turin und seit der Einigung Italiens das Pantheon in Rom.
| Name                                    | Lebensdaten | Bestattungsort |
| --------------------------------------- | ----------- | --- |
| König Viktor Amadeus II.                | 1666–1732   | Basilika di Superga in Turin |
| Anne Marie d’Orléans                    | 1669–1728   | Basilika di Superga in Turin |
| Anna Canalis di Cumiana                 | 1680–1769   | Basilika di Superga in Turin |
| König Karl Emanuel III.                 | 1701–1773   | Basilika di Superga in Turin |
| Christine von Sulzbach                  | 1704–1723   | ursprünglich in der Kathedrale S. Giovanni Battista, seit 1786 in der Basilika di Superga in Turin                                                                 |
| Polyxena von Hessen-Rotenburg-Rheinfels | 1706–1735   | ursprünglich in der Kathedrale S. Giovanni Battista, seit 1786 in der Basilika di Superga in Turin                                                                 |
| Elisabeth Therese von Lothringen        | 1711–1741   | ursprünglich in der Kathedrale S. Giovanni Battista, seit 1786 in der Basilika di Superga in Turin                                                                 |
| König Viktor Amadeus III.               | 1726–1796   | Basilika di Superga in Turin |
| Maria Antonia von Spanien               | 1729–1785   | Basilika di Superga in Turin |
| König Karl Emanuel IV.                  | 1751–1819   | Jesuitenkirche Il Gesù in Rom |
| Clothilde von Frankreich                | 1759–1802   | Sta. Catarina e Chiaia in Neapel |
| König Viktor Emanuel I.                 | 1759–1824   | Basilika di Superga in Turin |
| Maria Theresia von Österreich-Este      | 1773–1832   | Basilika di Superga in Turin |
| König Karl Felix                        | 1765–1831   | Zisterzienserkloster Hautecombe bei St-Pierre-de-Curtille, Savoie, Rhône-Alpes, Frankreich                                                                         |
| Maria Christina von Neapel-Sizilien     | 1779–1849   | Zisterzienserkloster Hautecombe bei St-Pierre-de-Curtille, Savoie, Rhône-Alpes                                                                                     |
| König Karl Albert                       | 1798–1849   | Basilika di Superga in Turin |
| Maria Theresia von Österreich-Toskana   | 1801–1855   | Basilika di Superga in Turin |
| König Viktor Emanuel II.                | 1820–1878   | Pantheon in Rom |
| Adelheid von Österreich                 | 1822–1855   | Basilika di Superga in Turin |
| Rosa Vercellana                         | 1833–1885   | ursprünglich in S. Matteo in Pisa, seit 1885 im Mausoleum der „Bela Rosin“ beim Schloss Mirafiori in Turin                                                         |
| König Umberto I.                        | 1844–1900   | Pantheon in Rom |
| Margarethe von Italien                  | 1851–1926   | Pantheon in Rom |
| König Viktor Emanuel III.               | 1869–1947   | ursprünglich in St.-Katharinen-Kathedrale in Alexandria, Ägypten, seit Dezember 2017 in der Basilika von Vicoforte (Cuneo, Italien)                                |
| Elena von Montenegro                    | 1873–1952   | ursprünglich im Friedhof Saint-Lazare in Montpellier, Hérault, Languedoc-Roussillon, Frankreich, seit Dezember 2017 in der Basilika von Vicoforte (Cuneo, Italien) |
| König Umberto II.                       | 1904–1983   | Zisterzienserkloster Hautecombe bei St-Pierre-de-Curtille, Savoie, Rhône-Alpes, Frankreich                                                                         |
| Marie José von Belgien                  | 1906–2001   | Zisterzienserkloster Hautecombe bei St-Pierre-de-Curtille, Savoie, Rhône-Alpes                                                                                     |

## Jugoslawien
Königreich von 1882 bis 1945 (bis 1918 Königreich Serbien und bis 1921 Königreich der Serben, Kroaten und Slowenen).
| Name                            | Lebensdaten | Bestattungsort |
| ------------------------------- | ----------- | --- |
| König Milan I. Obrenović        | 1854–1901   | Gruft der Klosterkirche Krušedol in Irig, Serbien |
| Natalija Keško                  | 1859–1941   | Friedhof von Lardy bei Paris, Essonne, Île-de-France, Frankreich                                                                                        |
| König Alexander Obrenović       | 1876–1903   | Gruft in der St.-Markus-Kirche in Belgrad |
| Draga Lunjevica                 | 1861–1903   | Gruft in der St.-Markus-Kirche in Belgrad |
| König Peter I. Karađorđević     | 1844–1921   | St. Georgs-Kirche in Oplenac bei Topola, Serbien |
| Zorka von Montenegro            | 1864–1890   | Krypta der St. Georgs-Kirche in Oplenac |
| König Alexander I. Karađorđević | 1888–1934   | Krypta der St. Georgs-Kirche in Oplenac |
| Maria von Rumänien              | 1900–1961   | ursprünglich auf dem Royal Burial Ground in Frogmore bei Windsor, England; seit 2013 in der Krypta der St. Georgs-Kirche in Oplenac                     |
| Prinzregent Paul Karađorđević   | 1893–1976   | ursprünglich im Cimetière de Bois de Vaux in Lausanne, Schweiz; seit 2012 in der Krypta der St. Georgs-Kirche in Oplenac                                |
| Olga von Griechenland           | 1903–1997   | ursprünglich im Cimetière de Bois de Vaux in Lausanne, Schweiz; seit 2012 in der Krypta der St. Georgs-Kirche in Oplenac                                |
| König Peter II. Karađorđević    | 1923–1970   | ursprünglich in der St. Sava Monastery Church von Libertyville (Illinois), Vereinigte Staaten; seit 2013 in der Krypta der St. Georgs-Kirche in Oplenac |
| Alexandra von Griechenland      | 1921–1993   | ursprünglich auf dem Königlichen Friedhof im Schlosspark von Tatoi, Griechenland; seit 2013 in der Krypta der St. Georgs-Kirche in Oplenac              |

## Kroatien
Königreich von 1941 bis 1943.
| Name                   | Lebensdaten | Bestattungsort |
| ---------------------- | ----------- | --- |
| König Tomislav II.     | 1900–1948   | ursprünglich in der Kirche Mater Misericordia in Buenos Aires, Argentinien; dann auf dem Friedhof Borro in Arezzo, dann in der Basilika di Superga in Turin, Italien |
| Irene von Griechenland | 1904–1974   | ursprünglich auf dem Friedhof Borro bei Arezzo, dann in der Basilika di Superga in Turin, Italien                                                                    |

## Liechtenstein
Fürstentum seit 1608. Bis zum Zerfall der österreichisch-ungarischen Monarchie wurden die Fürsten im Paulanerkloster Wranau bei Brünn (Tschechien) nahe ihren Wohnschlössern Lednice und Valtice beigesetzt, danach wurde auf Liechtensteinischem Staatsgebiet eine neue Familiengrablege errichtet.
| Name                                                | Lebensdaten | Bestattungsort                                                                   |
| --------------------------------------------------- | ----------- | -------------------------------------------------------------------------------- |
| Fürst Karl I.                                       | 1569–1627   | Liechtensteinische Gruft im Paulanerkloster Wranau, Alte Gruft                   |
| Anna Maria von Boskowitz und Černahora              | 1575–1625   | Liechtensteinische Gruft im Paulanerkloster Wranau, Alte Gruft                   |
| Karl Eusebius von Liechtenstein                     | 1611–1684   | Liechtensteinische Gruft im Paulanerkloster Wranau, Alte Gruft                   |
| Johanna Beatrix von Dietrichstein-Nikolsburg        | ?–1676      | Liechtensteinische Gruft im Paulanerkloster Wranau, Alte Gruft                   |
| Fürst Hans Adam I.                                  | 1657–1712   | Liechtensteinische Gruft im Paulanerkloster Wranau, Alte Gruft                   |
| Edmunda Maria Theresia von Dietrichstein-Nikolsburg | 1652–1737   | Liechtensteinische Gruft im Paulanerkloster Wranau, Alte Gruft                   |
| Fürst Josef Wenzel I.                               | 1696–1772   | Liechtensteinische Gruft im Paulanerkloster Wranau, Alte Gruft                   |
| Anna Maria von Liechtenstein                        | 1699–1753   | Krypta in der Paulanerkirche in Wien-Wieden (die Krypta ist nicht mehr erhalten) |
| Fürst Anton Florian                                 | 1656–1721   | Liechtensteinische Gruft im Paulanerkloster Wranau, Alte Gruft                   |
| Eleonore Barbara von Thun-Hohenstein                | 1661–1723   | Krypta in der Paulanerkirche in Wien-Wieden (die Krypta ist nicht mehr erhalten) |
| Fürst Josef Johann Adam                             | 1690–1732   | Liechtensteinische Gruft im Paulanerkloster Wranau, Alte Gruft                   |
| Gabriele von Liechtenstein                          | 1692–1713   | Liechtensteinische Gruft im Paulanerkloster Wranau, Alte Gruft                   |
| Maria Anna von Thun-Hohenstein                      | 1698–1716   | Liechtensteinische Gruft im Paulanerkloster Wranau, Alte Gruft                   |
| Maria Anna von Oettingen-Spielberg                  | 1693–1729   | Pfarrkirche von Głogów in Schlesien, Polen                                       |
| Maria Anna Kottulinsky                              | 1707–1788   | Wallfahrtskirche Mariabrunn in Wien-Hütteldorf                                   |
| Fürst Johann Nepomuk Karl                           | 1724–1748   | Liechtensteinische Gruft im Paulanerkloster Wranau, Alte Gruft                   |
| Maria Josefa von Harrach                            | 1727–1788   | Kapuzinerkirche in Roudnice nad Labem, Nordböhmen                                |
| Fürst Franz Josef I.                                | 1726–1781   | Liechtensteinische Gruft im Paulanerkloster Wranau, Alte Gruft                   |
| Leopoldine von Sternberg                            | 1733–1809   | Pfarrkirche St. Andreas in Wien-Hütteldorf                                       |
| Fürst Alois I.                                      | 1759–1805   | Liechtensteinische Gruft im Paulanerkloster Wranau, Alte Gruft                   |
| Karoline von Manderscheid-Blankenheim               | 1768–1831   | Friedhof Hietzing in Wien, Gruppe 2, Nr. 15                                      |
| Fürst Johann I. Josef                               | 1760–1836   | Liechtensteinische Gruft im Paulanerkloster Wranau, Neue Gruft                   |
| Josefa zu Fürstenberg-Weitra                        | 1776–1848   | Liechtensteinische Gruft im Paulanerkloster Wranau, Neue Gruft                   |
| Fürst Alois II.                                     | 1796–1858   | Liechtensteinische Gruft im Paulanerkloster Wranau, Neue Gruft                   |
| Franziska Kinsky von Wchinitz und Tettau            | 1813–1881   | Liechtensteinische Gruft im Paulanerkloster Wranau, Neue Gruft                   |
| Fürst Johann II.                                    | 1840–1929   | Liechtensteinische Gruft im Paulanerkloster Wranau, Neue Gruft                   |
| Fürst Franz I.                                      | 1853–1938   | Liechtensteinische Gruft im Paulanerkloster Wranau, Neue Gruft                   |
| Elsa von Gutmann                                    | 1875–1947   | Fürstengruft neben der Kathedrale von Vaduz                                      |
| Fürst Franz Josef II.                               | 1906–1989   | Fürstengruft neben der Kathedrale von Vaduz                                      |
| Georgina „Gina“ von Wilczek                         | 1921–1989   | Fürstengruft neben der Kathedrale von Vaduz                                      |
| Marie von Wchinitz und Tettau                       | 1940–2021   | Fürstengruft neben der Kathedrale von Vaduz                                      |

## Luxemburg
Unabhängiges Großherzogtum seit 1890. Die ersten beiden Großherzöge wurden noch in der Schlosskirche zu Weilburg beigesetzt. Danach wurde die Gruft in der Kathedrale von Luxemburg Grablege des großherzoglichen Hauses.
| Name                             | Lebensdaten | Bestattungsort                                                                |
| -------------------------------- | ----------- | ----------------------------------------------------------------------------- |
| Johann von Böhmen                | 1296–1346   | Kathedrale von Luxemburg                                                      |
| Beatrice von Bourbon             | 1320–1383   | Kathedrale von Saint-Denis                                                    |
| Großherzog Adolf I.              | 1817–1905   | Gruft in der Schlosskirche Weilburg, Hessen                                   |
| Elisabeth von Russland           | 1826–1845   | Russisch-Orthodoxe Kirche St. Elisabeth auf dem Neroberg in Wiesbaden, Hessen |
| Adelheid Marie von Anhalt-Dessau | 1833–1916   | Gruft in der Schlosskirche Weilburg                                           |
| Großherzog Wilhelm IV.           | 1852–1912   | Gruft in der Schlosskirche Weilburg                                           |
| Maria Anna von Portugal          | 1861–1942   | Kathedrale von Luxemburg                                                      |
| Großherzogin Maria-Adelheid      | 1894–1924   | Kathedrale von Luxemburg                                                      |
| Felix von Bourbon-Parma          | 1893–1970   | Kathedrale von Luxemburg                                                      |
| Prinz Charles von Luxemburg      | 1927–1977   | Kathedrale von Luxemburg                                                      |
| Großherzogin Charlotte           | 1896–1985   | Kathedrale von Luxemburg                                                      |
| Joséphine Charlotte von Belgien  | 1927–2005   | Kathedrale von Luxemburg                                                      |
| Großherzog Jean                  | 1921–2019   | Kathedrale von Luxemburg                                                      |

## Monaco
Fürstentum seit 1633. Alle Fürsten wurden in der Kathedrale von Monaco beigesetzt, einige Gräber gingen jedoch verloren, da der Vorgängerbau zerstört wurde.
| Name                            | Lebensdaten | Bestattungsort                                                   |
| ------------------------------- | ----------- | ---------------------------------------------------------------- |
| Fürst Honoré II.                | 1597–1662   | Kathedrale Notre-Dame-Immaculée in Monaco                        |
| Ippolita Trivulzio              | 1600–1638   | Kathedrale Notre-Dame-Immaculée in Monaco                        |
| Fürst Louis I.                  | 1642–1701   | Kathedrale Notre-Dame-Immaculée in Monaco                        |
| Catherine Charlotte de Gramont  | 1639–1678   | Kapuzinerkirche in Paris                                         |
| Fürst Antoine I.                | 1661–1731   | Kathedrale Notre-Dame-Immaculée in Monaco                        |
| Maria von Lothringen            | 1674–1724   | Kathedrale Notre-Dame-Immaculée in Monaco                        |
| Fürstin Louise-Hippolyte        | 1697–1731   | Kathedrale Notre-Dame-Immaculée in Monaco                        |
| Fürst Jacques I.                | 1689–1751   | Kirche von Torigni-sur-Vire, Manche, Basse-Normandie, Frankreich |
| Fürst Honoré III.               | 1720–1795   | der Verbleib der Leiche ist ungewiss                             |
| Catherine de Brignole-Sale      | 1737–1813   | Chapel of St Louis in Wimbledon, England                         |
| Fürst Honoré IV.                | 1758–1819   | Kathedrale Notre-Dame-Immaculée in Monaco                        |
| Louise d’Aumont Mazarin         | 1759–1826   | Kathedrale Notre-Dame-Immaculée in Monaco                        |
| Fürst Honoré V.                 | 1778–1841   | Kathedrale Notre-Dame-Immaculée in Monaco                        |
| Fürst Florestan                 | 1785–1856   | Kathedrale Notre-Dame-Immaculée in Monaco                        |
| Maria Caroline Gibert de Lametz | 1793–1879   | Kathedrale Notre-Dame-Immaculée in Monaco                        |
| Fürst Charles III.              | 1818–1889   | Kathedrale Notre-Dame-Immaculée in Monaco                        |
| Antoinette de Mérode-Westerloo  | 1828–1864   | Kathedrale Notre-Dame-Immaculée in Monaco                        |
| Fürst Albert I.                 | 1848–1922   | Kathedrale Notre-Dame-Immaculée in Monaco                        |
| Mary Victoria Hamilton          | 1850–1922   | Budapest, Ungarn                                                 |
| Alice Heine                     | 1858–1925   | Friedhof Père-Lachaise in Paris                                  |
| Fürst Louis II.                 | 1870–1949   | Kathedrale Notre-Dame-Immaculée in Monaco                        |
| Ghislaine Dommanget             | 1900–1991   | Friedhof Passy in Paris                                          |
| Fürst Rainier III.              | 1923–2005   | Kathedrale Notre-Dame-Immaculée in Monaco                        |
| Gracia Patricia                 | 1929–1982   | Kathedrale Notre-Dame-Immaculée in Monaco                        |

## Montenegro
Königreich von 1910 bis 1918.
| Name            | Lebensdaten | Bestattungsort                 |
| --------------- | ----------- | ------------------------------ |
| König Nikola I. | 1841–1921   | Kirche Mariä Geburt in Cetinje |
| Milena Vukotić  | 1847–1923   | Kirche Mariä Geburt in Cetinje |

## Neapel-Sizilien
Im Mittelalter getrennte Königreiche, dann lange unter Fremdherrschaft. Von 1735 bis 1860 Königreich unter den Bourbonen. Die meisten Könige ruhen in der Familiengrablege Santa Chiara in Neapel.
| Name                                   | Lebensdaten | Bestattungsort |
| -------------------------------------- | ----------- | --- |
| König Karl III.                        | 1716–1788   | Pantheon der Könige im Monasterio de San Lorenzo de el Escorial, Spanien                                                                                            |
| Maria Amalia von Sachsen               | 1724–1760   | Pantheon der Könige im Monasterio de San Lorenzo de el Escorial |
| König Ferdinand I.                     | 1751–1825   | Grabkapelle der Bourbonen in der Kirche Santa Chiara in Neapel |
| Maria Karolina von Österreich          | 1752–1814   | Toskanagruft in der Kapuzinergruft in Wien; Herz: Augustinerkirche                                                                                                  |
| Lucia Migliaccio                       | 1770–1826   | Kirche S. Ferdinando in Neapel |
| König Franz I.                         | 1777–1830   | Grabkapelle der Bourbonen in der Kirche Santa Chiara in Neapel |
| Maria Klementine von Österreich        | 1777–1801   | Grabkapelle der Bourbonen in der Kirche Santa Chiara in Neapel |
| Maria Isabel von Spanien               | 1789–1848   | Grabkapelle der Bourbonen in der Kirche Santa Chiara in Neapel |
| König Ferdinand II.                    | 1810–1859   | Grabkapelle der Bourbonen in der Kirche Santa Chiara in Neapel |
| Maria Christina von Savoyen            | 1812–1836   | Grabkapelle der Bourbonen in der Kirche Santa Chiara in Neapel |
| Maria Theresia Isabella von Österreich | 1816–1867   | ursprünglich Santa Maria della Stella, Albano Laziale bei Rom, seit 1962 in der Grabkapelle der Bourbonen in der Kirche Santa Chiara in Neapel                      |
| König Franz II.                        | 1836–1894   | ursprünglich in Arco, dann in Trient, dann in St. Spirito dei Napoletani in Rom und seit 1984 in der Grabkapelle der Bourbonen in der Kirche Santa Chiara in Neapel |
| Marie in Bayern                        | 1841–1925   | ursprünglich in Arco, dann in Trient, dann in St. Spirito dei Napoletani in Rom und seit 1984 in der Grabkapelle der Bourbonen in der Kirche Santa Chiara in Neapel |

## Niederlande
Königreich seit 1815 (bzw. von 1806 bis 1810 unter den Bonapartes). Alle Könige aus dem Hause Nassau wurden in der Familiengrablege der Neuen Kirche in Delft beigesetzt.
| Name                               | Lebensdaten | Bestattungsort                                                                            |
| ---------------------------------- | ----------- | ----------------------------------------------------------------------------------------- |
| König Louis Bonaparte              | 1778–1846   | Kirche St-Gilles in Saint-Leu-la-Forêt, Val-d'Oise, Île-de-France, Frankreich             |
| Hortense de Beauharnais            | 1783–1837   | Kirche St-Gilles in Saint-Leu-la-Forêt, Val-d'Oise, Île-de-France                         |
| König Louis II.                    | 1804–1831   | Kirche St-Gilles in Saint-Leu-la-Forêt, Val-d'Oise, Île-de-France                         |
| Charlotte Napoléone Bonaparte      | 1802–1839   | Kirche St-Gilles in Saint-Leu-la-Forêt, Val-d'Oise, Île-de-France                         |
| König Wilhelm I.                   | 1772–1843   | Neue Kirche in Delft                                                                      |
| Wilhelmine von Preußen             | 1774–1837   | Neue Kirche in Delft                                                                      |
| Henriëtte d’Oultremont de Wégimont | 1792–1864   | Familiengrab in der Kapelle im Park von Schloss Wégimont in Soumagne bei Lüttich, Belgien |
| König Wilhelm II.                  | 1792–1849   | Neue Kirche in Delft                                                                      |
| Anna Pawlowna                      | 1795–1865   | Neue Kirche in Delft                                                                      |
| König Wilhelm III.                 | 1817–1890   | Neue Kirche in Delft                                                                      |
| Sophie von Württemberg             | 1818–1877   | Neue Kirche in Delft                                                                      |
| Emma zu Waldeck und Pyrmont        | 1858–1934   | Neue Kirche in Delft                                                                      |
| Königin Wilhelmina                 | 1880–1962   | Neue Kirche in Delft                                                                      |
| Heinrich zu Mecklenburg            | 1876–1934   | Neue Kirche in Delft                                                                      |
| Königin Juliana                    | 1909–2004   | Neue Kirche in Delft                                                                      |
| Bernhard zur Lippe-Biesterfeld     | 1911–2004   | Neue Kirche in Delft                                                                      |
|                                    |             |                                                                                           |
| Claus von Amsberg                  | 1926–2002   | Neue Kirche in Delft                                                                      |

## Norwegen
Bereits im Mittelalter unabhängiges Königreich, dann von 1380 bis 1905 in Personalunion mit Dänemark bzw. Schweden. Die norwegischen Könige der Neuzeit werden in der Krypta der Schlosskirche der Festung Akershus in Oslo beigesetzt.
| Name                | Lebensdaten | Bestattungsort           |
| ------------------- | ----------- | ------------------------ |
| König Håkon VII.    | 1872–1957   | Festung Akershus in Oslo |
| Maud von England    | 1869–1938   | Festung Akershus in Oslo |
| König Olav V.       | 1903–1991   | Festung Akershus in Oslo |
| Märtha von Schweden | 1901–1954   | Festung Akershus in Oslo |

## Österreich
Kaiserreich von 1804 bis 1918. Alle Kaiser, mit Ausnahme von Karl I., wurden in der Familiengrablege in Wien, der Kapuzinergruft, beigesetzt. Die Herzen und ihre Eingeweide der bis Mitte des 19. Jahrhunderts Verstorbenen wurden getrennt bestattet. Die Urnen der Herzen befinden sich in einer Seitenkapelle der Wiener Augustinerkirche und die ihrer Eingeweide in der Herzogsgruft unter dem Stephansdom.
| Name                               | Lebensdaten | Bestattungsort |
| ---------------------------------- | ----------- | --- |
| Kaiser Franz I.                    | 1768–1835   | Franzens-Gruft in der Kapuzinergruft in Wien; Herz: Loretokapelle der Augustinerkirche in Wien                    |
| Elisabeth von Württemberg          | 1767–1790   | Franzens-Gruft in der Kapuzinergruft in Wien; Herz: Loretokapelle der Augustinerkirche in Wien                    |
| Maria Theresa von Neapel-Sizilien  | 1772–1807   | Franzens-Gruft in der Kapuzinergruft in Wien                                                                      |
| Maria Ludovika von Österreich-Este | 1787–1816   | Franzens-Gruft in der Kapuzinergruft in Wien; Herz: Loretokapelle der Augustinerkirche in Wien                    |
| Karoline Auguste von Bayern        | 1792–1873   | Franzens-Gruft in der Kapuzinergruft in Wien                                                                      |
| Kaiser Ferdinand I.                | 1793–1875   | Ferdinands-Gruft in der Kapuzinergruft in Wien; Herz: Loretokapelle der Augustinerkirche in Wien                  |
| Maria Anna von Savoyen             | 1803–1884   | Ferdinands-Gruft in der Kapuzinergruft in Wien                                                                    |
| Kaiser Franz Joseph I.             | 1830–1916   | Franz-Josephs-Gruft in der Kapuzinergruft in Wien                                                                 |
| Elisabeth in Bayern                | 1837–1898   | Franz-Josephs-Gruft in der Kapuzinergruft in Wien                                                                 |
| Kronprinz Rudolf                   | 1858–1889   | Franz-Josephs-Gruft in der Kapuzinergruft in Wien                                                                 |
| Stephanie von Belgien              | 1864–1945   | Benediktinerabtei Pannonhalma, Ungarn                                                                             |
| Erzherzog Franz Ferdinand          | 1863–1914   | Familiengruft in Schloss Artstetten                                                                               |
| Sophie Chotek von Chotkowa         | 1868–1914   | Familiengruft in Schloss Artstetten                                                                               |
| Kaiser Karl I.                     | 1887–1922   | Kirche Nossa Senhora do Monte (Funchal) auf Madeira; Herz in der Loretokapelle des Klosters Muri, Aargau, Schweiz |
| Zita von Bourbon-Parma             | 1892–1989   | Gruftkapelle in der Kapuzinergruft in Wien; Herz in der Loretokapelle des Klosters Muri, Aargau, Schweiz          |

## Polen
Königreich von 1000 bis 1795. Obwohl Polen von 1569 bis 1795 eine Adelsrepublik (Wahlmonarchie) unter wechselnden Dynastien aus Polen, Schweden, Sachsen und Frankreich war, wurden die meisten Herrscher in der Wawel-Kathedrale in Krakau beigesetzt.
| Name                                            | Lebensdaten   | Bestattungsort |
| ----------------------------------------------- | ------------- | --- |
| König Bolesław I.                               | ca. 967–1025  | Posener Dom (unsicher; die ursprüngliche Grabstätte ist nicht mehr erhalten) |
| König Mieszko II.                               | 990–1034      | Posener Dom (unsicher; die Grabstätte ist nicht mehr erhalten) |
| Richeza                                         | ca. 993–1063  | ursprünglich: St. Maria ad Gradus in Köln, seit 1817 Kölner Dom |
| König Bolesław II.                              | 1042–1081     | Stift Ossiach (?) |
| König Przemysł                                  | 1257–1296     | Posener Dom (die Grabstätte ist nicht mehr erhalten) |
| Margarete von Brandenburg                       | ca. 1270–1315 | Ratzeburger Dom (die Grabstätte ist nicht mehr erhalten) |
| König Wenzel II.                                | 1271–1305     | Zisterzienserkloster Zbraslav (jetzt Schloss Zbraslav) in Prag |
| Elisabeth Richza                                | 1286–1335     | Zisterzienserkloster Marien-Saal (jetzt Abtei St. Thomas) in Brünn |
| König Władysław I.                              | 1260–1333     | Wawel-Kathedrale in Krakau |
| Hedwig von Kalisch                              | 1266–1339     | Klarissinenkloster in Stary Sącz |
| König Kasimir I.                                | 1310–1370     | Wawel-Kathedrale in Krakau |
| Anna von Litauen                                | 1311–1339     | Wawel-Kathedrale in Krakau |
| Adelheid von Hessen                             | 1324–1371     | Kloster Ahnaberg in Kassel, Hessen |
| Hedwig von Sagan                                | 1350–1390     | Heiliggrabkirche in Liegnitz |
| König Ludwig I.                                 | 1326–1382     | Basilika in Székesfehérvár, Ungarn |
| Elisabeth von Bosnien                           | 1340–1387     | Basilika in Székesfehérvár |
| Königin Hedwig I.                               | 1373–1399     | Wawel-Kathedrale in Krakau |
| König Władysław II.                             | 1348–1434     | Wawel-Kathedrale in Krakau; Herz: Franziskanerkirche in Grodeck, Ukraine (Urne verlorengegangen) |
| Anna von Cilli                                  | 1380–1416     | in der Apsis der Wawel-Kathedrale in Krakau |
| Elisabeth von Pilitza                           | 1372–1420     | Wawel-Kathedrale in Krakau |
| Sophie Holszańska                               | 1405–1461     | Wawel-Kathedrale in Krakau |
| König Władysław III.                            | 1424–1444     | Wawel-Kathedrale in Krakau (nur Kenotaph) |
| König Kasimir II.                               | 1427–1492     | Wawel-Kathedrale in Krakau |
| Elisabeth von Habsburg                          | 1437–1505     | Wawel-Kathedrale in Krakau |
| König Johann I.                                 | 1459–1501     | Wawel-Kathedrale in Krakau; Herz: Johanneskirche in Thorn |
| König Alexander I.                              | 1461–1506     | Kathedrale St. Stanislaus in Vilnius, Litauen |
| Helena von Moskau                               | 1476–1513     | Orthodoxe Kathedrale in Vilnius |
| König Sigismund I.                              | 1467–1548     | Wawel-Kathedrale in Krakau |
| Barbara Zápolya                                 | 1495–1515     | Wawel-Kathedrale in Krakau |
| Bona Sforza                                     | 1494–1557     | Basilika in Bari, Italien |
| König Sigismund II. August                      | 1520–1572     | Wawel-Kathedrale in Krakau; Herz und Eingeweide: Pfarrkirche in Knyszyn |
| Elisabeth von Österreich                        | 1526–1545     | Kathedrale St. Stanislaus in Vilnius |
| Barbara Radziwiłł                               | 1520–1551     | Kathedrale St. Stanislaus in Vilnius |
| Katharina von Österreich                        | 1533–1572     | Gruft im Stift Sankt Florian, Oberösterreich |
| König Heinrich III.                             | 1551–1589     | ursprünglich in St-Corneille, seit 1610 in der Basilika Saint-Denis bei Paris |
| Königin Anna Jagiellonica                       | 1523–1596     | Wawel-Kathedrale in Krakau |
| König Stephan Báthory                           | 1533–1586     | Wawel-Kathedrale in Krakau |
| König Sigismund III.                            | 1566–1632     | Wawel-Kathedrale in Krakau |
| Anna von Österreich                             | 1573–1598     | Wawel-Kathedrale in Krakau |
| Konstanze von Österreich                        | 1588–1631     | Wawel-Kathedrale in Krakau; Herz: Jesuitenkirche in Warschau |
| König Władysław IV.                             | 1595–1648     | Wawel-Kathedrale in Krakau; Herz und Eingeweide: Kathedrale St. Stanislaus in Vilnius |
| Cäcilia Renata von Österreich                   | 1611–1644     | Wawel-Kathedrale in Krakau; Herz: Jesuitenkirche in Warschau |
| Luisa Maria Gonzaga                             | 1611–1667     | Wawel-Kathedrale in Krakau; Herz: Visitantinnen-Kirche in Warschau |
| König Johann II. Kasimir                        | 1609–1672     | ursprünglich: Peterskirche in Nevers, Frankreich, seit 1676 Wawel-Kathedrale in Krakau; Herz: Saint-Germain-des-Prés in Paris, Frankreich |
| König Michael Korybut                           | 1640–1673     | Leonhardskrypta, Wawel-Kathedrale in Krakau; Herz: Kamaldulenserkirche in Warschau; Eingeweide: Mariä-Himmelfahrt-Kathedrale, Lemberg, Ukraine |
| Eleonore von Österreich                         | 1653–1697     | Leopoldsgruft in der Kapuzinergruft in Wien |
| König Johann III. Sobieski                      | 1629–1696     | ursprünglich bis 1733 Verklärung-Christi-Kirche in Warschau, seit 1734 Wawel-Kathedrale in Krakau, seit 1783 in dortiger Leonhardskrypta; Herz: Königskapelle der Verklärung-Christi-Kirche in Warschau                                                                                      |
| Maria Kazimiera Sobieska                        | 1641–1716     | ursprünglich Eustachiuskapelle der Erlöserkirche, Schloss Blois, Frankreich, später 1717–1733 Verklärung-Christi-Kirche in Warschau, seit 1734 Wawel-Kathedrale in Krakau, aktuell in dortiger Leonhardskrypta; Herz: Kirche St. Vinzenz von Paul, Blois, Frankreich (Urne verlorengegangen) |
| König August II. der Starke                     | 1670–1733     | Wawel-Kathedrale in Krakau; Herz: Kathedrale Ss. Trinitatis (Katholische Hofkirche) in Dresden, Sachsen; Eingeweide: Königskapelle der Verklärung-Christi-Kirche in Warschau |
| Christiane Eberhardine von Brandenburg-Bayreuth | 1671–1727     | Gruft in der Stadtkirche St. Nikolaus in Pretzsch, Sachsen-Anhalt |
| König Stanislaus I.                             | 1677–1766     | ursprünglich in Notre-Dame de Bon-Secours in Nancy, dann in der Wawel-Kathedrale in Krakau |
| Katharina Opalińska                             | 1680–1747     | Notre-Dame de Bon-Secours in Nancy, Meurthe-et-Moselle, Lothringen, Frankreich |
| König August III.                               | 1696–1763     | Gründergruft in der Kathedrale Ss. Trinitatis (Katholische Hofkirche) in Dresden |
| Maria Josepha von Österreich                    | 1699–1757     | Gründergruft in der Kathedrale Ss. Trinitatis (Katholische Hofkirche) in Dresden |
| König Stanislaus II. August                     | 1732–1798     | ursprünglich in der Katharinenkirche in St. Petersburg, dann 1938–1989 in Wołczyn, zuletzt seit 1995 in der St. Johannes-Basilika in Warschau |

## Portugal
Königreich von 1112 bis 1910. Die Liste beginnt mit der Dynastie Avis im Jahre 1385. Die Monarchen wurden zuerst vornehmlich in Batalha, später im Hieronymuskloster in Lissabon und unter der Dynastie der Braganza im Panteão da Casa de Bragança im Kloster São Vicente de Fora beigesetzt.
| Name                                       | Lebensdaten | Bestattungsort |
| ------------------------------------------ | ----------- | --- |
| König Johann I.                            | 1357–1433   | Gründerkapelle im Mosteiro de Santa Maria da Vitória in Batalha                                                                                 |
| Philippa von England                       | 1360–1415   | Gründerkapelle im Mosteiro de Santa Maria da Vitória in Batalha                                                                                 |
| König Eduard I.                            | 1391–1438   | Mosteiro de Santa Maria da Vitória in Batalha                                                                                                   |
| Eleonore von Aragonien                     | 1402–1445   | Mosteiro de Santa Maria da Vitória in Batalha                                                                                                   |
| König Alfons V.                            | 1432–1481   | Gründerkapelle im Mosteiro de Santa Maria da Vitória in Batalha                                                                                 |
| Isabel von Portugal                        | 1432–1455   | Mosteiro de Santa Maria da Vitória in Batalha                                                                                                   |
| Johanna von Kastilien                      | 1462–1530   | St. Clara Kloster in Coimbra |
| König Johann II.                           | 1455–1495   | Mosteiro de Santa Maria da Vitória in Batalha                                                                                                   |
| Eleonore von Portugal                      | 1458–1525   | Kloster Xabregas bei Lissabon |
| König Emmanuel I.                          | 1469–1521   | Hieronymuskloster in Lissabon |
| Isabella von Aragón und Kastilien          | 1470–1498   | Sta. Isabel-Kloster in Toledo, Spanien |
| Maria von Aragón                           | 1482–1517   | Hieronymuskloster in Lissabon |
| Eleonore von Kastilien                     | 1498–1558   | 9. Kapelle des Pantheons der Infanten im Monasterio de San Lorenzo de el Escorial, Spanien                                                      |
| König Johann III.                          | 1502–1557   | Hieronymuskloster in Lissabon |
| Katharina von Kastilien                    | 1507–1578   | Hieronymuskloster in Lissabon |
| König Sebastian                            | 1554–1578   | Hieronymuskloster in Lissabon |
| König Heinrich I.                          | 1512–1580   | Hieronymuskloster in Lissabon |
| König Johann IV.                           | 1604–1656   | ursprünglich im Hieronymuskloster, dann im Panteão da Casa de Bragança in Lissabon                                                              |
| Luisa von Guzmán                           | 1613–1666   | Panteão da Casa de Bragança in Lissabon |
| König Alfons VI.                           | 1643–1683   | Hieronymuskloster in Lissabon |
| Maria Francisca Elisabeth von Savoyen      | 1646–1683   | Französisches Kapuzinerkloster in Lissabon |
| König Peter II.                            | 1648–1706   | Panteão da Casa de Bragança in Lissabon |
| Maria Francisca Elisabeth von Savoyen      | 1646–1683   | Französisches Kapuzinerkloster in Lissabon |
| Marie Sophie von der Pfalz                 | 1666–1699   | Panteão da Casa de Bragança in Lissabon |
| König Johann V.                            | 1689–1750   | Panteão da Casa de Bragança in Lissabon |
| Maria Anna von Österreich                  | 1683–1754   | Panteão da Casa de Bragança in Lissabon |
| König Joseph I.                            | 1714–1777   | Panteão da Casa de Bragança in Lissabon |
| Maria Anna Viktoria von Spanien            | 1718–1781   | S. Francisca de Paula in Lissabon |
| König Peter III.                           | 1717–1786   | Panteão da Casa de Bragança in Lissabon |
| Königin Maria I.                           | 1734–1816   | ursprünglich im Kloster Ajuda in Rio de Janeiro, Brasilien; seit 1821 in der Basílica da Estrela in Lissabon                                    |
| König Johann VI.                           | 1767–1826   | Panteão da Casa de Bragança in Lissabon |
| Charlotte Joachime von Spanien             | 1775–1830   | Panteão da Casa de Bragança in Lissabon |
| König Peter IV.                            | 1798–1834   | ursprünglich im Kloster São Vicente de Fora in Lissabon, seit 1972 im Parque da Independência in São Paulo, Brasilien; Herz: Kirche Lapa, Porto |
| Maria Leopoldine von Österreich            | 1797–1826   | ursprünglich im Kloster Ajuda in Rio de Janeiro, seit 1954 im Parque da Independência in São Paulo, Brasilien                                   |
| Amélie von Leuchtenberg                    | 1812–1873   | ursprünglich im Kloster São Vicente de Fora in Lissabon, seit 1982 im Parque da Independência in São Paulo                                      |
| König Michael I.                           | 1802–1866   | ursprünglich im Franziskanerkloster Engelberg, Großheubach, Bayern; seit 1967 im Panteão da Casa de Bragança in Lissabon                        |
| Adelheid von Löwenstein-Wertheim-Rosenberg | 1831–1909   | Panteão da Casa de Bragança in Lissabon |
| Königin Maria II.                          | 1819–1853   | Panteão da Casa de Bragança in Lissabon |
| Auguste de Beauharnais                     | 1810–1835   | Panteão da Casa de Bragança in Lissabon |
| König Ferdinand II.                        | 1816–1885   | Panteão da Casa de Bragança in Lissabon |
| König Peter V.                             | 1837–1861   | Panteão da Casa de Bragança in Lissabon |
| Stephanie von Hohenzollern-Sigmaringen     | 1837–1859   | Panteão da Casa de Bragança in Lissabon |
| König Ludwig I.                            | 1838–1889   | Panteão da Casa de Bragança in Lissabon |
| Maria Pia von Savoyen                      | 1847–1911   | Basilika di Superga in Turin, Italien |
| König Karl I.                              | 1863–1908   | Panteão da Casa de Bragança in Lissabon |
| Amélie von Orléans                         | 1865–1951   | Panteão da Casa de Bragança in Lissabon |
| König Emmanuel II.                         | 1889–1932   | Panteão da Casa de Bragança in Lissabon |
| Auguste Viktoria von Hohenzollern          | 1890–1966   | Schlosskirche Langenstein in Raithaslach, Baden-Württemberg                                                                                     |

## Preußen
Königreich von 1701 bis 1918. Von 1871 bis 1918 waren die preußischen Könige Kaiser des Deutschen Reiches in Personalunion. Die preußischen Könige und deutschen Kaiser wurden in Berlin oder Potsdam beigesetzt, der letzte Kaiser ruht im niederländischen Exil.
| Name                                                     | Lebensdaten | Bestattungsort |
| -------------------------------------------------------- | ----------- | --- |
| König Friedrich I.                                       | 1657–1713   | Hohenzollern-Gruft im Berliner Dom, früher Denkmalskirche (1975 gesprengt) |
| Elisabeth Henriette von Hessen-Kassel                    | 1661–1683   | Hohenzollern-Gruft im Berliner Dom |
| Sophie Charlotte von Hannover                            | 1668–1705   | Hohenzollern-Gruft im Berliner Dom, früher Denkmalskirche (1975 gesprengt) |
| Sophie Luise von Mecklenburg-Schwerin                    | 1685–1735   | Schelfkirche in Schwerin |
| König Friedrich Wilhelm I.                               | 1688–1740   | ursprünglich in der Garnisonkirche in Potsdam, 1945 in der Elisabethkirche in Marburg an der Lahn, 1952 auf der Burg Hohenzollern, Baden-Württemberg; und seit 1991 im Mausoleum an der Friedenskirche in Potsdam  |
| Sophie Dorothea von Braunschweig-Lüneburg                | 1687–1757   | Hohenzollern-Gruft im Berliner Dom, früher Denkmalskirche (1975 gesprengt) |
| König Friedrich II.                                      | 1712–1786   | ursprünglich in der Garnisonkirche in Potsdam, 1945 in der Elisabethkirche Marburg an der Lahn, 1952 auf der Burg Hohenzollern und seit 1991, seinem Wunsch entsprechend, im Park von Schloss Sanssouci in Potsdam |
| Elisabeth Christine von Braunschweig-Bevern              | 1715–1797   | Hohenzollern-Gruft im Berliner Dom |
| König Friedrich Wilhelm II.                              | 1744–1797   | Hohenzollern-Gruft im Berliner Dom |
| Elisabeth Christine Ulrike von Braunschweig-Wolfenbüttel | 1746–1840   | Hohenzollern-Gruft im Berliner Dom |
| Friederike von Hessen-Darmstadt                          | 1751–1805   | Hohenzollern-Gruft im Berliner Dom |
| König Friedrich Wilhelm III.                             | 1770–1840   | Mausoleum im Schlosspark Charlottenburg in Berlin |
| Luise von Mecklenburg-Strelitz                           | 1776–1810   | Mausoleum im Schlosspark Charlottenburg in Berlin |
| Auguste Gräfin von Harrach                               | 1800–1873   | Mausoleum im Schlosspark Charlottenburg in Berlin |
| König Friedrich Wilhelm IV.                              | 1795–1861   | Gruft unter dem Chor der Friedenskirche in Potsdam, Herz im Mausoleum im Schlosspark Charlottenburg in Berlin |
| Elisabeth Ludovika von Bayern                            | 1801–1873   | Gruft unter dem Chor der Friedenskirche in Potsdam |
| Kaiser Wilhelm I.                                        | 1797–1888   | Mausoleum im Schlosspark Charlottenburg in Berlin |
| Augusta von Sachsen-Weimar-Eisenach                      | 1811–1890   | Mausoleum im Schlosspark Charlottenburg in Berlin |
| Kaiser Friedrich III.                                    | 1831–1888   | Mausoleum an der Friedenskirche in Potsdam, früher Denkmalskirche (1975 gesprengt) |
| Victoria von Großbritannien und Irland                   | 1840–1901   | Mausoleum an der Friedenskirche in Potsdam |
| Kaiser Wilhelm II.                                       | 1859–1941   | Mausoleum Haus Doorn bei Driebergen, Niederlande |
| Auguste Viktoria von Schleswig-Holstein                  | 1858–1921   | Antikentempel im Park von Schloss Sanssouci in Potsdam |
| Hermine von Schönaich-Carolath                           | 1887–1947   | Antikentempel im Park von Schloss Sanssouci in Potsdam |

## Rumänien
Königreich von 1866 bis 1947.
| Name                     | Lebensdaten | Bestattungsort |
| ------------------------ | ----------- | --- |
| König Karl I.            | 1839–1914   | Kathedrale von Curtea de Argeș |
| Elisabeth Louise zu Wied | 1843–1916   | Kathedrale von Curtea de Argeș |
| König Ferdinand I.       | 1865–1927   | Kathedrale von Curtea de Argeș |
| Marie von Edinburgh      | 1875–1938   | Kathedrale von Curtea de Argeș; Herz zuerst in der Kapelle von Schloss Baltschik (Bulgarien), dann im Schloss Bran                     |
| König Karl II.           | 1893–1953   | ursprünglich im Kloster São Vicente de Fora in Lissabon, Portugal; seit 2003 in einer Kapelle neben der Kathedrale von Curtea de Argeș |
| Ioana Lambrino           | 1898–1953   | ? |
| Elena Lupescu            | 1902–1977   | ursprünglich im Kloster São Vicente de Fora in Lissabon, seit 2003 im Klosterfriedhof in Curtea de Argeș                               |
| Elena von Griechenland   | 1896–1982   | Friedhof Bois-de-Vaux in Lausanne, Schweiz; 2. Teil, Sekt. 41, Nr. 660                                                                 |
| Anna von Bourbon-Parma   | 1923–2016   | Kathedrale von Curtea de Argeș |
| König Michael I.         | 1921–2017   | Kathedrale von Curtea de Argeș |

## Russland
Zarenreich von 1328 bis 1721, von 1721 bis 1917 Kaiserreich. Die Liste beginnt mit der Dynastie der Romanows im Jahre 1613. Die Zaren wurden zuerst in der Erzengel-Michael-Kathedrale in Moskau, später in der Kathedrale der Peter-und-Paul-Festung in St. Petersburg beerdigt.
| Name                                  | Lebensdaten | Bestattungsort                                                                                             |
| ------------------------------------- | ----------- | --- |
| Zar Michael I.                        | 1596–1645   | Erzengel-Michael-Kathedrale in Moskau                                                                      |
| Maria Dolgorukaja                     | 1601–1625   | ? |
| Jewdokia Streschnewa                  | 1608–1645   | Erzengel-Michael-Kathedrale in Moskau                                                                      |
| Zar Alexei I.                         | 1629–1676   | Erzengel-Michael-Kathedrale in Moskau                                                                      |
| Maria Iljinitschna Miloslawskaja      | 1625–1669   | ? |
| Natalja Naryschkina                   | 1651–1694   | Erzengel-Michael-Kathedrale in Moskau                                                                      |
| Regentin Sofia                        | 1657–1704   | Smolensk-Kathedrale des Neujungfrauenklosters (Novodevitschi) in Moskau                                    |
| Zar Fjodor III.                       | 1661–1682   | Erzengel-Michael-Kathedrale in Moskau                                                                      |
| Agafia Gruschetzkaja                  | 1665–1681   | Erzengel-Michael-Kathedrale in Moskau                                                                      |
| Marfa Matwejewna Apraxina             | 1664–1716   | Peter-und-Paul-Kathedrale in St. Petersburg                                                                |
| Zar Iwan V.                           | 1666–1696   | Erzengel-Michael-Kathedrale in Moskau                                                                      |
| Praskowija Saltykowa                  | 1664–1723   | Alexander-Newski-Kloster in St. Petersburg                                                                 |
| Zar Peter I. der Große                | 1672–1725   | Peter-und-Paul-Kathedrale in St. Petersburg                                                                |
| Jewdokija Lopuchina                   | 1669–1731   | Smolensk-Kathedrale des Neujungfrauenklosters (Novodevitschi) in Moskau                                    |
| Zarin Katharina I.                    | 1684–1727   | Peter-und-Paul-Kathedrale in St. Petersburg                                                                |
| Zar Peter II.                         | 1715–1730   | Erzengel-Michael-Kathedrale in Moskau                                                                      |
| Zarin Anna                            | 1693–1740   | Peter-und-Paul-Kathedrale in St. Petersburg                                                                |
| Friedrich Wilhelm von Kurland         | 1692–1711   | Gruft von Schloss Jelgava, Lettland                                                                        |
| Zar Iwan VI.                          | 1740–1764   | Titschina-Kloster in St. Petersburg                                                                        |
| Zarin Elisabeth                       | 1709–1762   | Peter-und-Paul-Kathedrale in St. Petersburg                                                                |
| Alexei Grigorjewitsch Rasumowski      | 1709–1771   | Kirche des Alexander-Newski-Klosters in St. Petersburg                                                     |
| Zar Peter III.                        | 1728–1762   | ursprünglich im Alexander Newski-Kloster, seit 1796 in der Peter-und-Paul-Kathedrale in St. Petersburg     |
| Zarin Katharina II.                   | 1729–1796   | Peter-und-Paul-Kathedrale in St. Petersburg                                                                |
| Zar Paul I.                           | 1754–1801   | Peter-und-Paul-Kathedrale in St. Petersburg                                                                |
| Wilhelmina Luisa von Hessen-Darmstadt | 1755–1776   | Kirche des Alexander-Newski-Klosters in St. Petersburg                                                     |
| Sophie Dorothee von Württemberg       | 1759–1828   | Peter-und-Paul-Kathedrale in St. Petersburg                                                                |
| Zar Alexander I.                      | 1777–1825   | Peter-und-Paul-Kathedrale in St. Petersburg                                                                |
| Elisabeth Alexejewna                  | 1779–1826   | Peter-und-Paul-Kathedrale in St. Petersburg                                                                |
| Zar Nikolaus I.                       | 1796–1855   | Peter-und-Paul-Kathedrale in St. Petersburg                                                                |
| Charlotte von Preußen                 | 1798–1860   | Peter-und-Paul-Kathedrale in St. Petersburg                                                                |
| Zar Alexander II.                     | 1818–1881   | Peter-und-Paul-Kathedrale in St. Petersburg                                                                |
| Marie von Hessen-Darmstadt            | 1824–1880   | Peter-und-Paul-Kathedrale in St. Petersburg                                                                |
| Jekaterina Michailowna Dolgorukaja    | 1847–1922   | ? |
| Zar Alexander III.                    | 1845–1894   | Peter-und-Paul-Kathedrale in St. Petersburg                                                                |
| Dagmar von Dänemark                   | 1847–1928   | ursprünglich im Dom von Roskilde in Dänemark, seit 2006 in der Peter-und-Paul-Kathedrale in St. Petersburg |
| Zar Nikolaus II.                      | 1868–1918   | seit 1998 in der Peter-und-Paul-Kathedrale in St. Petersburg                                               |
| Alice von Hessen-Darmstadt            | 1872–1918   | seit 1998 in der Peter-und-Paul-Kathedrale in St. Petersburg                                               |

## Sachsen
1089 wurde die Meißner Markgrafenwürde den Wettinern verliehen. Konrad der Große bezeichnete sich als „Marchio Saxoniae“ (Markgraf von Sachsen). Ab dem 15. Jahrhundert Kurfürstentum. Am 10. September 1445 erfolgte die Altenburger Teilung. Von 1697 bis 1763 Personalunion mit Polen. Königreich von 1806 bis 1918.
| Name                             | Lebensdaten | Bestattungsort                                                                   |
| -------------------------------- | ----------- | -------------------------------------------------------------------------------- |
| König Friedrich August I.        | 1750–1827   | Gründergruft in der Kathedrale Ss. Trinitatis (Katholische Hofkirche) in Dresden |
| Amalie von Zweibrücken           | 1752–1828   | Gründergruft in der Kathedrale Ss. Trinitatis (Katholische Hofkirche) in Dresden |
| König Anton I.                   | 1755–1836   | Große Gruft in der Kathedrale Ss. Trinitatis (Katholische Hofkirche) in Dresden  |
| Maria Carolina von Savoyen       | 1764–1782   | Große Gruft in der Kathedrale Ss. Trinitatis (Katholische Hofkirche) in Dresden  |
| Maria Theresia von Österreich    | 1767–1827   | Große Gruft in der Kathedrale Ss. Trinitatis (Katholische Hofkirche) in Dresden  |
| König Friedrich August II.       | 1797–1854   | Königsgruft in der Kathedrale Ss. Trinitatis (Katholische Hofkirche) in Dresden  |
| Maria Karoline von Österreich    | 1801–1832   | Große Gruft in der Kathedrale Ss. Trinitatis (Katholische Hofkirche) in Dresden  |
| Maria Anna von Bayern            | 1805–1877   | Königsgruft in der Kathedrale Ss. Trinitatis (Katholische Hofkirche) in Dresden  |
| König Johann I.                  | 1801–1873   | Königsgruft in der Kathedrale Ss. Trinitatis (Katholische Hofkirche) in Dresden  |
| Amalie Auguste von Bayern        | 1801–1877   | Königsgruft in der Kathedrale Ss. Trinitatis (Katholische Hofkirche) in Dresden  |
| König Albert I.                  | 1828–1902   | Neue Gruft in der Kathedrale Ss. Trinitatis (Katholische Hofkirche) in Dresden   |
| Carola von Wasa-Holstein-Gottorp | 1833–1907   | Neue Gruft in der Kathedrale Ss. Trinitatis (Katholische Hofkirche) in Dresden   |
| König Georg I.                   | 1832–1904   | Neue Gruft in der Kathedrale Ss. Trinitatis (Katholische Hofkirche) in Dresden   |
| Maria Anna von Portugal          | 1843–1884   | Große Gruft in der Kathedrale Ss. Trinitatis (Katholische Hofkirche) in Dresden  |
| König Friedrich August III.      | 1865–1932   | Neue Gruft in der Kathedrale Ss. Trinitatis (Katholische Hofkirche) in Dresden   |
| Luise von Österreich-Toskana     | 1870–1947   | Hedingerkirche in Sigmaringen, Baden-Württemberg                                 |

## Schottland
Königreich seit 843, seit 1603 mit England vereint. Die Liste beginnt mit der Dynastie der Bruce im Jahre 1306. Die meisten schottischen Könige wurden in der Dunfermline Abbey sowie in der Holyrood Abbey bestattet. Die letzte unabhängige Königin vor der Personalunion, Maria, wurde als einzige auf englischem Boden beerdigt.
| Name                               | Lebensdaten | Bestattungsort                                                                      |
| ---------------------------------- | ----------- | ----------------------------------------------------------------------------------- |
| König Robert I.                    | 1274–1329   | Dunfermline Abbey; Herz: Melrose Abbey                                              |
| Elizabeth de Burgh                 | 1289–1327   | Dunfermline Abbey                                                                   |
| König David II.                    | 1324–1371   | Holyrood Abbey in Edinburgh                                                         |
| Johanna von England                | 1321–1362   | Grey Friars Church in London                                                        |
| König Robert II.                   | 1316–1390   | Scone Abbey                                                                         |
| Euphemia de Ross                   | ?–1387      | Paisley Abbey                                                                       |
| König Robert III.                  | 1337–1406   | Paisley Abbey                                                                       |
| Annabella Drummond                 | 1350–1401   | Dunfermline Abbey                                                                   |
| König Jakob I.                     | 1394–1437   | Charterhouse in Perth                                                               |
| Joan Beaufort                      | 1406–1445   | Charterhouse in Perth                                                               |
| König Jakob II.                    | 1430–1460   | Holyrood Abbey in Edinburgh                                                         |
| Maria von Geldern                  | 1434–1463   | ursprünglich in der Trinity College Church, dann in der Holyrood Abbey in Edinburgh |
| König Jakob III.                   | 1451–1488   | Cambuskenneth Abbey                                                                 |
| Margarethe von Dänemark            | 1456–1486   | Cambuskenneth Abbey                                                                 |
| König Jakob IV.                    | 1473–1513   | Monastery of Sheen in Richmond (London)                                             |
| Margaret Tudor                     | 1489–1541   | Carthusian Abbey of St John in Perth                                                |
| König Jakob V.                     | 1512–1542   | Holyrood Abbey in Edinburgh                                                         |
| Madeleine von Frankreich           | 1520–1537   | Holyrood Abbey in Edinburgh                                                         |
| Marie de Guise                     | 1515–1560   | Kathedrale von Reims, Frankreich                                                    |
| Königin Maria Stuart               | 1542–1587   | Henry VII’s Chapel in der Westminster Abbey in London                               |
| Franz II. von Frankreich           | 1544–1560   | Basilika Saint-Denis bei Paris                                                      |
| Henry Stewart, Lord Darnley        | 1545–1567   | Holyrood Abbey in Edinburgh                                                         |
| James Hepburn, 4. Earl of Bothwell | 1536–1578   | Kirche von Fårevejle bei Dragsholm, Dänemark                                        |

## Schweden
Königreich seit 970. Die Liste beginnt mit der Dynastie der Wasa im Jahre 1521. Seit dem 17. Jahrhundert wurden die schwedischen Monarchen fast ausschließlich in der Riddarholmskirche in Stockholm beigesetzt, erst im 20. Jahrhundert wurde der Friedhof Haga als neue Familiengrablege gegründet. Königin Christina ist die einzige Monarchin, die im Petersdom in Rom beigesetzt wurde.
| Name                                           | Lebensdaten | Bestattungsort                                        |
| ---------------------------------------------- | ----------- | ----------------------------------------------------- |
| König Gustav I.                                | 1496–1560   | Dom von Uppsala                                       |
| Katharina von Sachsen-Lauenburg                | 1513–1535   | Dom von Uppsala                                       |
| Margareta Eriksdotter Leijonhufvud             | 1516–1551   | Dom von Uppsala                                       |
| Katharina Stenbock                             | 1535–1621   | Dom von Uppsala                                       |
| König Erik XIV.                                | 1533–1577   | Dom von Västerås                                      |
| Karin Månsdotter                               | 1550–1612   | Dom von Turku, Finnland                               |
| König Johann III.                              | 1537–1592   | Dom von Uppsala                                       |
| Katharina Jagiellonica                         | 1526–1583   | Dom von Uppsala                                       |
| Gunilla Bielke                                 | 1568–1597   | Dom von Uppsala                                       |
| König Sigismund I.                             | 1566–1632   | Wawel-Kathedrale in Krakau, Polen                     |
| Anna von Österreich                            | 1573–1598   | Wawel-Kathedrale in Krakau                            |
| Konstanze von Österreich                       | 1588–1631   | Wawel-Kathedrale in Krakau                            |
| König Karl IX.                                 | 1550–1611   | Dom von Strängnäs                                     |
| Anna Maria von der Pfalz                       | 1561–1589   | Dom von Strängnäs                                     |
| Christine von Holstein-Gottorp                 | 1573–1625   | Dom von Strängnäs                                     |
| König Gustav II. Adolf                         | 1594–1632   | Riddarholmskirche in Stockholm                        |
| Maria Eleonora von Brandenburg                 | 1599–1655   | Riddarholmskirche in Stockholm                        |
| Königin Christina                              | 1626–1689   | Gruft in der Peterskirche in Rom                      |
| König Karl X.                                  | 1622–1660   | Riddarholmskirche in Stockholm                        |
| Hedwig Eleonora von Schleswig-Holstein-Gottorf | 1636–1715   | Riddarholmskirche in Stockholm                        |
| König Karl XI.                                 | 1655–1697   | Riddarholmskirche in Stockholm                        |
| Ulrike von Dänemark                            | 1656–1693   | Riddarholmskirche in Stockholm                        |
| König Karl XII.                                | 1682–1718   | Riddarholmskirche in Stockholm                        |
| Ulrike Eleonore                                | 1688–1741   | Riddarholmskirche in Stockholm                        |
| König Friedrich I.                             | 1676–1751   | Riddarholmskirche in Stockholm                        |
| König Adolf Friedrich I.                       | 1710–1771   | Riddarholmskirche in Stockholm                        |
| Luise Ulrike von Preußen                       | 1720–1782   | Riddarholmskirche in Stockholm                        |
| König Gustav III.                              | 1746–1792   | Riddarholmskirche in Stockholm                        |
| Sophie von Dänemark                            | 1746–1813   | Riddarholmskirche in Stockholm                        |
| König Gustav IV. Adolf                         | 1778–1837   | Riddarholmskirche in Stockholm                        |
| Friederike Dorothea von Baden                  | 1781–1826   | Großherzogliche Gruft in Pforzheim, Baden-Württemberg |
| König Karl XIII.                               | 1748–1818   | Riddarholmskirche in Stockholm                        |
| Hedwig von Schleswig-Holstein-Gottorf          | 1759–1818   | Riddarholmskirche in Stockholm                        |
| König Karl XIV. Johann                         | 1763–1844   | Riddarholmskirche in Stockholm                        |
| Désirée Clary                                  | 1777–1860   | Riddarholmskirche in Stockholm                        |
| König Oskar I.                                 | 1799–1859   | Riddarholmskirche in Stockholm                        |
| Josephine von Leuchtenberg                     | 1807–1876   | Riddarholmskirche in Stockholm                        |
| König Karl XV.                                 | 1826–1872   | Riddarholmskirche in Stockholm                        |
| Luise von Oranien-Nassau                       | 1828–1871   | Riddarholmskirche in Stockholm                        |
| König Oskar II.                                | 1829–1907   | Riddarholmskirche in Stockholm                        |
| Sophia von Nassau                              | 1836–1913   | Riddarholmskirche in Stockholm                        |
| König Gustav V.                                | 1858–1950   | Riddarholmskirche in Stockholm                        |
| Viktoria von Baden                             | 1862–1930   | Riddarholmskirche in Stockholm                        |
| König Gustav VI. Adolf                         | 1882–1973   | Königlicher Friedhof Haga in Stockholm                |
| Margaret von Connaught                         | 1882–1920   | Königlicher Friedhof Haga in Stockholm                |
| Louise Mountbatten                             | 1889–1965   | Königlicher Friedhof Haga in Stockholm                |

## Spanien
Die Liste beginnt mit der Vereinigung der Königreiche Kastilien und Aragón unter dem Herrscherehepaar Ferdinand und Isabella. Nach Karl I. (V.) wurden fast alle spanischen Herrscher im Escorial beigesetzt.
| Name                                    | Lebensdaten  | Bestattungsort |
| --------------------------------------- | ------------ | --- |
| König Ferdinand V.                      | 1452–1516    | Krypta der Königlichen Kapelle in der Kathedrale von Granada                                                                                          |
| Königin Isabella I.                     | 1451–1504    | Krypta der Königlichen Kapelle in der Kathedrale von Granada                                                                                          |
| Germaine de Foix                        | 1488/90–1536 | Kloster San Miguel de los Reyes in Valencia |
| Königin Johanna I.                      | 1479–1555    | ursprünglich St. Clara in Tordesillas, seit 1557 in der Krypta der Königlichen Kapelle in der Kathedrale von Granada                                  |
| König Philipp I.                        | 1478–1506    | Krypta der Königlichen Kapelle in der Kathedrale von Granada; Herz: Augustinerkirche in Wien                                                          |
| König Karl I. (zugleich Kaiser Karl V.) | 1500–1558    | ursprünglich in San Jerónimo de Yuste, seit 1574 im Pantheon der Könige im Monasterio de San Lorenzo de el Escorial                                   |
| Isabella von Portugal                   | 1503–1539    | Pantheon der Könige im Monasterio de San Lorenzo de el Escorial                                                                                       |
| König Philipp II.                       | 1527–1598    | Pantheon der Könige im Monasterio de San Lorenzo de el Escorial                                                                                       |
| Maria von Portugal                      | 1527–1545    | 9. Kapelle des Pantheon der Infanten im Monasterio de San Lorenzo de el Escorial                                                                      |
| Königin Maria I. von England            | 1516–1558    | Henry VII’s Chapel in der Westminster Abbey in London                                                                                                 |
| Elisabeth von Valois                    | 1545–1568    | 9. Kapelle des Pantheon der Infanten im Monasterio de San Lorenzo de el Escorial                                                                      |
| Anna von Österreich                     | 1549–1580    | Pantheon der Könige im Monasterio de San Lorenzo de el Escorial                                                                                       |
| König Philipp III.                      | 1578–1621    | Pantheon der Könige im Monasterio de San Lorenzo de el Escorial                                                                                       |
| Margarete von Österreich                | 1584–1611    | Pantheon der Könige im Monasterio de San Lorenzo de el Escorial                                                                                       |
| König Philipp IV.                       | 1605–1665    | Pantheon der Könige im Monasterio de San Lorenzo de el Escorial                                                                                       |
| Isabella von Bourbon                    | 1602–1644    | Pantheon der Könige im Monasterio de San Lorenzo de el Escorial                                                                                       |
| Maria Anna von Österreich               | 1634–1696    | Pantheon der Könige im Monasterio de San Lorenzo de el Escorial                                                                                       |
| König Karl II.                          | 1661–1700    | Pantheon der Könige im Monasterio de San Lorenzo de el Escorial                                                                                       |
| Maria Louisa von Orléans                | 1662–1689    | 9. Kapelle des Pantheon der Infanten im Monasterio de San Lorenzo de el Escorial                                                                      |
| Maria Anna von der Pfalz                | 1667–1740    | 9. Kapelle des Pantheon der Infanten im Monasterio de San Lorenzo de el Escorial                                                                      |
| König Philipp V.                        | 1683–1746    | Kollegialkirche des Palais La Granja in San Ildefonso                                                                                                 |
| Maria Luisa Gabriella von Savoyen       | 1688–1714    | Pantheon der Könige im Monasterio de San Lorenzo de el Escorial                                                                                       |
| Elisabetta Farnese                      | 1692–1766    | Kollegialkirche des Palais La Granja in San Ildefonso                                                                                                 |
| König Ludwig I.                         | 1707–1724    | Pantheon der Könige im Monasterio de San Lorenzo de el Escorial                                                                                       |
| Louise Élisabeth de Bourbon-Orléans     | 1709–1742    | St-Sulpice in Paris |
| König Ferdinand VI.                     | 1713–1759    | Kirche Salesas Reales (Santa Barbara) in Madrid |
| Maria Barbara de Bragança               | 1711–1758    | Seitenkapelle der Kirche Salesas Reales (Santa Barbara) in Madrid                                                                                     |
| König Karl III.                         | 1716–1788    | Pantheon der Könige im Monasterio de San Lorenzo de el Escorial                                                                                       |
| Maria Amalia von Sachsen                | 1724–1760    | Pantheon der Könige im Monasterio de San Lorenzo de el Escorial                                                                                       |
| König Karl IV.                          | 1748–1819    | Pantheon der Könige im Monasterio de San Lorenzo de el Escorial                                                                                       |
| Maria Luise von Bourbon-Parma           | 1751–1819    | Pantheon der Könige im Monasterio de San Lorenzo de el Escorial                                                                                       |
| König Joseph Bonaparte                  | 1768–1844    | Invalidendom in Paris |
| Julie Clary                             | 1771–1845    | Basilika Santa Croce in Florenz, Italien |
| König Ferdinand VII.                    | 1784–1833    | Pantheon der Könige im Monasterio de San Lorenzo de el Escorial                                                                                       |
| Maria Antonia von Neapel-Sizilien       | 1784–1806    | 7. Kapelle des Pantheon der Infanten im Monasterio de San Lorenzo de el Escorial                                                                      |
| Maria Isabella von Portugal             | 1797–1818    | 7. Kapelle des Pantheon der Infanten im Monasterio de San Lorenzo de el Escorial                                                                      |
| Maria Josepha von Sachsen               | 1803–1829    | 7. Kapelle des Pantheon der Infanten im Monasterio de San Lorenzo de el Escorial                                                                      |
| Maria Christina von Sizilien            | 1806–1878    | Pantheon der Könige im Monasterio de San Lorenzo de el Escorial                                                                                       |
| Königin Isabella II.                    | 1830–1904    | Pantheon der Könige im Monasterio de San Lorenzo de el Escorial                                                                                       |
| Franz von Bourbon                       | 1822–1902    | Pantheon der Könige im Monasterio de San Lorenzo de el Escorial                                                                                       |
| König Amadeus I.                        | 1845–1890    | Basilika Superga in Turin, Italien |
| Maria del Pozzo della Cisterna          | 1847–1876    | Basilika Superga in Turin |
| Maria Letizia Bonaparte                 | 1866–1926    | Basilika Superga in Turin |
| König Alfons XII.                       | 1857–1885    | Pantheon der Könige im Monasterio de San Lorenzo de el Escorial                                                                                       |
| Maria de las Mercedes von Orléans       | 1860–1878    | ursprünglich in der Kapelle San Juan in der Basilika des Monasterio de San Lorenzo de el Escorial, seit 2000 in der Catedral de la Almudena in Madrid |
| Maria Christina von Österreich          | 1858–1929    | Pantheon der Könige im Monasterio de San Lorenzo de el Escorial                                                                                       |
| König Alfons XIII.                      | 1886–1941    | ursprünglich in der Kirche Santa Maria di Monserrato in Rom, seit 1980 im Pantheon der Könige im Monasterio de San Lorenzo de el Escorial             |
| Victoria Eugénie von Battenberg         | 1887–1969    | Pantheon der Könige im Monasterio de San Lorenzo de el Escorial                                                                                       |

## Ungarn
Königreich von 1000 bis 1526, dann in Personalunion mit Österreich. Die meisten Könige wurden in der Basilika von Székesfehérvár oder in der Kathedrale von Oradea im heutigen Rumänien bestattet. Beide Grablegen wurden von den Türken zerstört.
| Name                        | Lebensdaten  | Bestattungsort |
| --------------------------- | ------------ | --- |
| König Andreas I.            | 1015–1060    | Benediktinerabtei Tihany |
| Anastasia von Kiew          | 1021–1096    | Benediktinerabtei Tihany |
| König Béla I.               | 1015–1063    | Abtei Szekszárd |
| Ryksa von Polen             | 1015–1052    | ? |
| König Salomon               | 1053–1087    | Marienkathedrale in Pula, Kroatien |
| Judith von Franken          | 1054–1092/96 | ? |
| König Géza I.               | 1048–1077    | Dom zu Vác |
| Sophie von Looz             | ?–1065       | ? |
| Synadene von Byzanz         | ?–1077       | ? |
| König Ladislaus I.          | 1048–1095    | Alte Kathedrale von Oradea, Rumänien |
| Adelheid von Schwaben       | ?–1079       | ? |
| König Koloman I.            | 1070–1116    | Basilika in Székesfehérvár |
| Felizia von Sizilien        | ?–1102       | Basilika in Székesfehérvár |
| Euphemia von Kiew           | ?–1139       | ? |
| König Stephan II.           | 1101–1131    | Váradelőhegy-Kloster in Oradea |
| Christiane von Capua        | ?–?          | ? |
| Adelheid von Riedenburg     | ?–?          | ? |
| König Béla II.              | 1110–1141    | Basilika in Székesfehérvár |
| Helena von Serbien          | 1109–1146    | Basilika in Székesfehérvár |
| König Géza II.              | 1130–1162    | Basilika in Székesfehérvár |
| Euphrosina von Kiew         | 1130–1186    | ? |
| König Stephan III.          | 1147–1172    | Dom zu Esztergom |
| Agnes von Österreich        | 1154–1182    | Krypta unter der Schottenkirche in Wien |
| König Ladislaus II.         | 1131–1163    | Basilika in Székesfehérvár |
| Judith von Polen            | ?–?          | ? |
| König Stephan IV.           | 1133–1165    | Basilika in Székesfehérvár |
| Maria Komnene von Byzanz    | 1144–1190    | ? |
| König Béla III.             | 1148–1196    | ursprünglich in der Basilika in Székesfehérvár, dann in der Matthiaskirche in Budapest                                                                                  |
| Agnes de Châtillon          | ?–1184       | ursprünglich in der Basilika in Székesfehérvár, dann in der Matthiaskirche in Budapest                                                                                  |
| Margarethe von Frankreich   | 1158–1197    | Kirche von Tyros, Libanon |
| König Emmerich              | 1174–1204    | Dom von Eger |
| Konstanze von Aragón        | 1179–1222    | Kathedrale von Palermo, Italien |
| König Ladislaus III.        | 1199–1205    | Basilika in Székesfehérvár |
| König Andreas II.           | 1177–1235    | Zisterzienserkloster in Igriș, Rumänien |
| Gertrud von Andechs         | 1185–1213    | Kloster Pilis, nordwestlich von Budapest |
| Jolante von Courtenay       | 1194–1233    | Zisterzienserkloster in Igriș, Rumänien |
| Beatrix von Este            | 1215–1245    | ? |
| König Béla IV.              | 1206–1270    | Dom zu Esztergom |
| Maria Laskaris von Nicäa    | 1206–1270    | Dom zu Esztergom |
| König Stephan V.            | 1239–1272    | Dominikanerkloster Margitsziget in Budapest |
| Elisabeth von Cumania       | 1240–1295    | Dominikanerkloster Margitsziget in Budapest |
| König Ladislaus IV.         | 1262–1290    | Dom von Cenad, Rumänien |
| Elisabeth von Sizilien      | 1261–1290    | ? |
| König Andreas III.          | 1265–1301    | Basilika in Székesfehérvár |
| Fenena von Kujawien         | 1276–1295    | Kirche in der Burg Varad in Oradea, Rumänien |
| Agnes von Österreich        | 1281–1364    | ursprünglich im Kloster Königsfelden, Schweiz; dann im Kloster St. Blasien (Schwarzwald), Baden-Württemberg; dann in der Stiftskirche des Stiftes St. Paul im Lavanttal |
| König Ladislaus V.          | 1289–1306    | ursprünglich im Wenzelsdom in Olmütz, Tschechien; dann im Zisterzienserkloster Zbraslav (jetzt Schloss Zbraslav) in Prag                                                |
| Viola Elisabeth von Teschen | 1290–1317    | Kloster Rožmberk bei Vyšší Brod, Südböhmen |
| König Béla V.               | 1261–1312    | Zisterzienserkloster Seligenthal, Nordrhein-Westfalen |
| Katharina von Habsburg      | 1256–1282    | Zisterzienserkloster Seligenthal |
| König Karl I. Robert        | 1288–1342    | Basilika in Székesfehérvár |
| Maria von Beuthen           | ?–1315       | Basilika in Székesfehérvár |
| Beatrix von Luxemburg       | 1305–1319    | Alte Kathedrale von Oradea, Rumänien |
| Elisabeth von Polen         | 1305–1380    | Klarissinnenkloster in Budapest |
| König Ludwig I.             | 1326–1382    | Basilika in Székesfehérvár |
| Margarethe von Luxemburg    | 1335–1349    | Basilika in Székesfehérvár |
| Elisabeth von Bosnien       | 1340–1387    | St. Chrysogonus in Zadar, Kroatien |
| Königin Maria               | 1370–1395    | Alte Kathedrale von Oradea, Rumänien |
| Kaiser Sigismund            | 1368–1437    | Alte Kathedrale von Oradea |
| König Karl II.              | 1345–1386    | St. Andreas in Visegrád |
| Margarethe von Durazzo      | 1347–1412    | Kathedrale von Salerno, Italien |
| König Albrecht II.          | 1397–1439    | Basilika in Székesfehérvár |
| Elisabeth von Luxemburg     | 1409–1442    | Basilika in Székesfehérvár |
| König Ladislaus Postumus    | 1440–1457    | Fürstengruft im Veitsdom in Prag |
| König Matthias Corvinus     | 1443–1490    | Basilika in Székesfehérvár |
| Katharina von Podiebrad     | 1449–1464    | St. Sigismund-Kirche in Budapest |
| Beatrix von Aragón          | 1457–1508    | Kloster S. Pietro in Neapel, Italien |
| König Vladislav             | 1456–1516    | Basilika in Székesfehérvár |
| Barbara von Brandenburg     | 1464–1515    | Kloster Heilsbronn, Bayern |
| Beatrix von Aragón          | 1457–1508    | Kloster S. Pietro in Neapel, Italien |
| Anna von Foix               | 1484–1506    | Basilika in Székesfehérvár |
| König Ludwig II.            | 1506–1526    | Basilika in Székesfehérvár |
| Maria von Österreich        | 1505–1558    | 9. Kapelle des Pantheons der Infanten im Monasterio de San Lorenzo de el Escorial, Spanien                                                                              |

## Westphalen
Königreich von 1807 bis 1813.
| Name                      | Lebensdaten | Bestattungsort                                                                                  |
| ------------------------- | ----------- | ----------------------------------------------------------------------------------------------- |
| König Jérôme Bonaparte    | 1784–1860   | Invalidendom in Paris                                                                           |
| Elizabeth Patterson       | 1785–1879   | Green Mount Cemetery in Baltimore, Maryland, USA                                                |
| Katharina von Württemberg | 1783–1835   | Schlosskapelle im Residenzschloss Ludwigsburg, Baden-Württemberg; Herz im Invalidendom in Paris |

## Württemberg
Königreich von 1806 bis 1918. Die Könige wurden in Ludwigsburg und Stuttgart beigesetzt.
| Name                                                      | Lebensdaten | Bestattungsort                                                            |
| --------------------------------------------------------- | ----------- | ------------------------------------------------------------------------- |
| König Friedrich I.                                        | 1754–1816   | Schlosskapelle im Residenzschloss Ludwigsburg, Baden-Württemberg          |
| Auguste von Braunschweig-Wolfenbüttel                     | 1764–1788   | Kirche von Kullamaa (Goldenbeck), Estland                                 |
| Charlotte Auguste von Großbritannien, Irland und Hannover | 1766–1828   | Schlosskapelle im Residenzschloss Ludwigsburg                             |
| König Wilhelm I.                                          | 1781–1864   | Grabkapelle auf dem Württemberg in Stuttgart-Rotenberg, Baden-Württemberg |
| Karoline Auguste von Bayern                               | 1792–1873   | Franzens-Gruft in der Kapuzinergruft in Wien                              |
| Katharina Pawlowna Romanowa                               | 1788–1819   | Grabkapelle auf dem Württemberg in Stuttgart-Rotenberg                    |
| Pauline von Württemberg                                   | 1800–1873   | Schlosskapelle im Residenzschloss Ludwigsburg                             |
| König Karl I.                                             | 1823–1891   | Schlosskirche im Alten Schloss in Stuttgart                               |
| Olga Nikolajewna Romanowa                                 | 1822–1892   | Schlosskirche im Alten Schloss in Stuttgart                               |
| König Wilhelm II.                                         | 1848–1921   | Alter Friedhof in Ludwigsburg                                             |
| Marie von Waldeck-Pyrmont                                 | 1857–1882   | Alter Friedhof in Ludwigsburg                                             |
| Charlotte von Schaumburg-Lippe                            | 1864–1946   | Alter Friedhof in Ludwigsburg                                             |